# Depressão pós-parto

Depressão pós-parto (DPP), também conhecido como depressão perinatal, é um transtorno de humor que pode ser experimentado por mulheres grávidas ou pós-parto. Os sintomas incluem tristeza em trema, baixa energia, ansiedade, episódios de choro, irritabilidade e mudanças extremas em padrões de sono ou fome. DPP pode também afetar negativamente crianças recém nascidas.
A causa exata da DPP é incerta, contudo, acredita-se ser devido à combinação de fatores físicos, emocionais, genéticos e sociais como desbalanceamento de hormonal e privação de sono. Os fatores de risco incluem episódios prévios de depressão pós-parto, transtorno bipolar, um histórico familiar de depressão, estresse psicológico, complicações da gravidez, falta de apoio ou uma desordem pelo uso de drogas. O diagnóstico é baseado nos sintomas da pessoa. Enquanto a maioria das mulheres vivenciam um período breve de preocupação ou infelicidade após dar à luz, a depressão pós-parto deve ser suspeitada quando os sintomas estão graves e durar mais de duas semanas.
Entre aqueles riscos, fornecimento de apoio psicológico pode ser protetiva na prevenção do DPP. Isso pode incluir apoio comunitário como alimentação, tarefas domésticas, cuidado maternal e companheirismo. O tratamento para DPP pode incluir aconselhamento ou medicações. Tipos de aconselhamento que são efetivos incluem psicoterapia interpessoal (PST), terapia cognitivo comportamental (TCC) e terapia psicodinâmica. Tentativas evidentes de apoio usa os inibidores seletivos de recaptação de serotonina (ISRS).
Depressão ocorre em torno em 10 a 20% das mulheres no pós-parto. A depressão pós-parto afeta comummente mães que vivenciou morte fetal, vive em áreas urbanas e mães adolescentes. Além disso, esse transtorno de humor estima afetar 1% a 26% dos novos pais. Um tipo diferente de transtorno de humor pós-parto é a psicose pós-parto, que é mais severa e ocorre em cerca de 1 a 2 para 1.000 mulheres após o parto. A psicose pós-parto é uma das causas principais do assassinato de crianças abaixo de um ano de idade, que ocorre em cerca de 8 para 100.000 nascimentos nos Estados Unidos.

## Sinais e sintomas
Os sintomas da DPP pode ocorrer a qualquer hora no primeiro ano após o parto. Tipicamente, um diagnóstico de depressão pós-parto é considerado após os sinais e sintomas persistirem por pelo menos duas semanas.

### Emocional
- Tristeza persistente, ansiedade ou humor "vazio"[13]
- Mudanças de humor severas[14]
- Frustação, irritabilidade, inquietação, raiva[13][15]
- Sentimentos de falta de esperança ou falta de ajuda[13]
- Culpa, vergonha, falta de valor[13][15]
- Baixa autoestima[13]
- hipoestesia, vazio[13]
- Exaustão[13]
- Inabilidade para estar confortável[13]
- Problema em se relacionar com o bebê[13]
- Sentimento inadequado em cuidar do bebê[13][15]
- Pensamentos de auto mutilação ou suicídio[16]

### Comportamental
- Falta de interesse ou prazer em atividades usuais[13][15][14]
- Baixa libido[17]
- Mudanças de apetite[13][15]
- Fadiga, queda de energia[13][15] e motivação[15]
- Pouco auto cuidado[14]
- Isolamento social[13][14]
- Insônia ou sono excessivo[13][14]
- Preocupações sobre prejudicar à si mesma, o bebê ou o parceiro(a)[14][15]

### Neurobiologia
O estudo por FMRI indica diferenças na atividade cerebral entre mães com depressão pós-parto e aquelas sem. Mães diagnosticadas com DPP costumam ter baixa atividade no lobo frontal esquerdo e atividade aumentada no lobo frontal direito quando comparado com controles saudáveis. Elas também exibem diminuição na conectividade entre estruturas cerebrais vitais, incluindo o córtex cingulado anterior, córtex pré-frontal dorsal lateral, amígdala, e hipocampo. Diferentes ativações cerebrais entre mães depressivas e não depressivas são mais proeminentes quando estimulado pelos sinais emocionais não infantis. Mães depressivas mostram maior atividade neural na amígdala direita para sinais emocionais não infantis assim como atividade reduzida entre amígdala e córtex insular direito. Descobertas recentes também identificaram atividade atenuada no córtex cingulado anterior, corpo estriado, córtex orbito frontal e ínsula em mães com DPP quando visualizam imagens delas na infância.
Estudos mais robustos na ativação neural sobre o DPP tem sido conduzido tanto com roedores quanto com humanos. Esses estudos tem sido permitidos para isolamento maior das regiões específicas do cérebro, neurotransmissores, hormônios e esteroides.

## Surgimento e duração
Depressão pós-parto surge normalmente no início entre duas semana a um mês após dar à luz. Um estudo feito em uma clínica de saúde mental no centro urbano tem mostrado que 50% dos episódios de depressão pós-parto começaram antes de dar à luz. No Manual de Diagnóstico e Estatística de Transtornos Mentais (DSM-5), o DPP não é reconhecido como uma condição distinta, mas sim um tipo específico de uma episódio depressivo maior. No DSM-5, o especificador "com surgimento de periparto" pode ser aplicado para um episódio depressivo maior se qualquer surgimento ocorrido durante a gestação ou dentro de quatro semanas seguidas do parto. A prevalência da depressão pós-parto difere entre momentos diferentes após o parto. Estudos feitos sobre depressão pós-parto entre mulheres do Oriente Médio mostra que a prevalência nos três primeiros meses do pós-parto foi de 31%, enquanto a prevalência do quarto ao vigésimo mês do pós-parto foi de 19%. O DPP pode durar muitos meses ou mesmo um ano.

## Consequências na saúde da mãe e da criança
A depressão pós-parto pode interferir com o vínculo infanto-maternal e efeito adversamente agudo e de longo prazo no desenvolvimento da criança. Os recém-nascidos de mães com DPP tem incidência maior de choro excessivo, problemas de temperamento e dificuldades para dormir. Problemas com sono em recém-nascidos exacerbar ou ser exacerbado  pela DPP atual na mãe. Desfechos maternos do DPP incluem isolamento, desinteresse e hostilidade. Padrões adicionais observados em mães com DPP incluem baixas taxas de inibição e manutenção da amamentação.
Crianças e recém-nascidos de mães afetadas pela DPP experimentam impactos negativos à longo prazo em suas funcionalidades cognitivas, controle inibitório e regulação emocional. Em casa de DPP não tratados, comportamentos violentos e condições psiquiátrica e medica em adolescentes tem sido observadas.
As taxas de suicídio de mulheres com DPP são mais baixas que aquelas fora do período perinatal.  A morte fetal ou neonatal no primeiro ano do pós-parto tem sido associado com um maior risco de tentativa suicida e maiores internações psiquiátricas.

## Depressão pós-parto nos pais
A depressão pós-parto paternal é um conceito precariamente entendido com base de evidência limitada. Contudo, a depressão pós-parto afeta de 8 a 10% dos pais. Não há conjunto de critérios para homens que tem depressão pós-parto. A causa pode ser distinto em homens. Causa da depressão pós-parto paternal incluem mudanças hormonais durante a gravidez, que pode ser indicativo de relação paterno infantil. Por exemplo, sintomas depressivos em homens tem sido associado com níveis baixos de testosterona em homens. Baixos níveis de prolactina, estrogênio e vasopressina tem sido associados à lutas com o apego paterno infantil, que pode levar à depressão aos pais de primeira viagem. Os sintomas de depressão pós-parto em homens são tristeza extrema, fadiga, ansiedade, irritabilidade e pensamentos suicidas. A depressão pós-parto em homens é mais comum ocorrer de 3-6 meses após o nascimento e está correlacionado com depressão maternal, significa que se a mãe está vivenciando a depressão pós-parto, em seguida o pai está em um risco maior de desenvolver o transtorno também. A depressão pós-parto em homens leva ao risco aumentado de suicídio, enquanto também tem apego saudável infanto paternal. Homens que vivenciam DPP podem exibir baixos comportamentos parentais, angústia e interação com o filho reduzida.
A interação paternal reduzida pode acarretar depois problemas cognitivo e comportamental na crianças. Crianças com até 3,5 anos de idade por experimentar problemas com comportamentos internalizados ou externalizados, indicando que a depressão pós-parto paternal pode ter consequências à longo prazo. Por outro lado, se as crianças de até dois anos não ler frequentemente, essa interação infanto paternal negativa pode prejudicar expressivamente no vocabulário. Um estudo focado em pais de baixa renda encontrou que o envolvimento crescente de seus filhos no primeiro ano estava ligado às baixas taxas de depressão pós-parto.

## Pais adotivos
A depressão pós-parto pode ser também vivenciada em pais não biológicos. Enquanto não tem muitas pesquisas concluídas em relação à depressão pós-parto em pais adotivos, as dificuldades associadas com cuidados paternais pós-parto são similares entre pais biológicos e adotivos. Mulheres que adotam crianças passam por estresse significativo e mudanças de vida durante o período pós-parto, similar em mães biológicas. Isso pode elevar suas chances de desenvolvimento de sintomas depressivos e tendências ansiosas. A depressão pós-parto se apresenta em mães adotivas via privação do sono similar às mães biológicas, mas os pais adotivos podem ter fatores de risco adicionados como um histórico de infertilidade.

## Problemas em pessoas LGBTQ
Ademais, pesquisas preliminares tem mostrados que indivíduos que criam filhas que fazem parte da comunidade LGTQ podem ser mais suscetíveis à depressão pré-natal e ansiedade quanto as pessoas cis gêneros e hetero sexuais.
De acordo com outros dois estudos, pessoas LGTQ foram desencorajadas à acessar os serviços de saúde mental pós-parto devido ao estigma social adicionado à barreira social que, mães heteronormativas não têm. Participantes lésbicas expressavam apreensão sobre o recebimento de um diagnóstico de saúde mental porque preocupações com o estigma social e oportunidades de emprego. Questões também aumentaram sobre a possível retirada da criança e diagnóstico de doença mental dos pais. Dos estudos concluíram até o momento, mesmo limitado que é evidente que há uma população muito grande que vivenciam depressão associada com o nascimento quanto em mães biológicas.

## Causas
A causa do DPP é desconhecida. Mudanças hormonais e físicas, histórico de depressão familiar e pessoal, e o estresse de cuidar de um novo bebê, tudo pode contribuir para o desenvolvimento da depressão pós-parto.
Evidências sugerem que mudanças hormonais pode desempenhar um papel. Entendendo a característica neuro endocrinológica do DPP, tem provido ser particularmente desafiado dado as mudanças instáveis para os sistemas cerebrais e biológicos durante a gravidez e pós-parto. Uma revisão de estudos exploratórios no DPP tem observado que a mulher com DPP tem mudanças mais dramáticas na atividade do eixo HPA, porém, a direcionalidade do aumento ou diminuição do hormônio específico permanece misturado. Hormônios quem tem sido estudados incluem estrogênio, progesterona, hormônio da tireoide, testosterona, hormônio liberador de corticotrofina, endorfinas e cortisol. Os níveis de estrogênio e progesterona diminuem para os níveis de pré gravidez com 24 horas de dar à luz, e que essa mudança brusca pode causar isso. O hormônio esteroide fora do nível comum depende da regulação da chegada neuronal do cálcio via proteína matrizes extracelular e receptores na membrana envolvidas nas respostas no microambiente da célula pode ser importante na atribuição de risco biológico. O uso de oxitocina sintética, uma droga para indução do nascimento, pode estar ligada às taxas aumentadas da depressão pós-parto e ansiedade.
Estradiol, que ajuda o útero a espessar e crescer, é pensado para contribuir no desenvolvimento do DPP. Isso é devido à sua relação com a serotonina. Os níveis de estradiol aumentam durante a gravidez, depois diminuem drasticamente após o nascimento. Quando os níveis de estradiol caem no pós-parto, os níveis de serotonina baixam de igual forma. A serotonina é u neurotransmissor que ajuda a regular o humor. Os baixos níveis de serotonina causam sentimentos de depressão e ansiedade. Dessa forma, quando os níveis de estradiol estão baixos, a serotonina pode estar baixa, sugerindo que o estradiol desempenha um papel no desenvolvimento da DPP.
Pequenas evidências sugerem que as profundas alterações no estilo de vida em consequência do cuidado do recém-nascido teoricamente causam DPP. Mães que tem tido vários filhos previamente sem passar pela DPP podem ainda assim sofrer com seus últimos filhos. Apesar das mudanças biológicas e psicológicas que podem acompanhar o período de gravidez e pós-parto, a maioria das mulheres são diagnosticadas com DPP. Muitas mães não são capazes de descansar o suficiente para se recuperar totalmente para o próximo bebê. A privação de sono pode levar ao desconforto psicológico e exaustão, que pode contribuir para os sintomas de depressão pós-parto.

### Fatores de risco
Enquanto as causa da DPP não são compreendidas, vários fatores tem sido sugeridos aumentar o risco. Esses riscos pode ser classificados em duas categorias, biológica e psicossocial.

#### Biológica
- Administração do parto, induzindo por medicações de oxitocina[40] sintética
- Doenças crônicas causadas pela irregularidades neuroendócrina[46]
- Histórico genético de DPP[47]
- Irregularidades hormonais[46]
- Doenças inflamatórias (síndrome do colón irritável, fibromialgia)[46]
- Tabagismo[47]
- Micro bioma intestinal[48]

Os fatores de risco para depressão pós-parto pode ser classificado em duas categorias como listadas acima: biológica e psicossocial. Certos fatores de risco biológicos incluem a administração de oxitocina para induzir o trabalho. Doenças crônicas como diabetes ou doença de Addison, assim como problemas com a desregulação hipotalámica-pituitária adrenal (qual é responsável pelos controles hormonais), processos inflamatórios como asma ou doença celíaca e vulnerabilidades genéticas como um histórico familiar de depressão ou DPP. Doenças crônicas causadas pelas irregularidades neuro endócrina incluem síndrome do colón irritável e fibromialgia tipicamente colocam indivíduos em risco para complicações de saúde futuras. Contudo, tem sido encontrado que esses transtornos não aumentam o risco para depressão pós-parto, esses fatores são conhecidos por ter correlação com o DPP. Essa correlação não  significa que esses fatores são causal. O tabagismo tem sido conhecido por ter efeitos de adição. Alguns estudos tem encontrado uma ligação entre o DPP e os baixos níveis de DHA (um ácido graxo do  ômega 3) nas mãe. Uma correlação entre tireoide pós-parto e depressão pós-parto tem sido proposta, mas continua controversa. Há também uma possível ligação entre depressão pós-parto e anticorpos anti-tiroidais.

#### Psicossocial
- Depressão ou ansiedade pré-natal[52]
- Histórico pessoal ou familiar de depressão[47]
- Sintomas pré-menstrual moderado para severo[53]
- Eventos estressantes na vida vivenciados durante a gravidez[54][55]
- Tristeza pós-parto[52]
- Trauma psicológico relacionado ao nascimento
- Trauma físico relacionado ao nascimento
- Histórico de abuso sexual[56][57]
- Trauma na infância[56][57][58]
- Natimortalidade ou aborto prévio[53]
- Fórmula de alimentação em vez de amamentação[47]
- Baixa autoestima[52]
- Cuidado com crianças ou vida estressante[52]
- Baixo apoio social[52]
- Relacionamento marital ruim ou estado civil de solteira[52]
- Estado socioeconômico baixo[52][59]
- Falta de ajuda emocional forte de marido, parceiro, família ou amigos[60]
- Problemas no temperamento/cólica do bebê[52]
- Gravidez não desejada/não planejada[52]
- Dificuldades na amamentação[61]
- Idade maternal, insegurança da alimentação familiar e violência contra a mulher[62]

Os fatores de risco psicossociais para depressão pós-parto incluem vários eventos de vida, algumas formas de esforço crônico, qualidade da relação e ajuda do parceiro e da mãe. É necessário mais pesquisas quanto à ligação entre fatores de risco psicossociais e depressão pós-parto. Alguns fatores de risco psicossociais podem estar ligados à determinantes sociais da saúde. Mulheres com menos recursos indicam um maior nível de depressão e estresse pós-parto que aquelas mulheres com mais recursos, como financeiro.
As taxas de DPP tem sido mostrado para diminuição como aumento de renda. Mulheres com menos recursos pode ser mais fácil que tenham gravidez não planejada ou indesejada, crescendo o risco de DPP. Mulheres com menos recursos podem também incluir mães solo de baixa renda. Mães solo de baixa renda pode ter acesso mais limitado à recursos enquanto estão em transição na maternidade. Essas mulheres já tem menos opções de renda e tendo uma criança pode dificultar quelas opções ainda mais.  Mulheres de baixa renda são frequentemente encurraladas em um ciclo de pobreza, incapacidade para avançar, afetando suas habilidades ao acesso e recebimento de cuidados à saúde de qualidade para diagnóstico e tratamento da depressão pós-parto.
Estudos nos EUA tem mostrado também uma correlação entre etnia da mãe e depressão pós-parto. Mães afro americanas tem sido mostradas em ter o maior risos de DPP de 25%, enquanto as mães asiáticas tiveram a mais baixa de 11,5%, após controle dos fatores sociais como idade, renda, educação, estado civil e saúde do bebê. As taxas de DPP de mulheres indígenas, caucasianas e hispânicas sentem entre elas.
A migração de uma comunidade cultural de ajuda pode ser um fator no DPP. Culturas tradicionais ao redor do mundo prioriza ajuda organizada durante o cuidado do pós-parto, para garantir que a saúde mental e física da mãe, bem estar e recuperação.
Uma dos mais fortes indicadores do DPP paternal está em ter um parceiro que tem DPP, com pais desenvolvendo DPP 50% do tempo quando suas parceiras tem DPP.
Orientação sexual tem também sido estudada como um fator de risco para DPP. Em um estudo conduzido pelo Ross e colegas, mães lésbicas e bissexuais foram testadas para DPP e depois comparadas com grupo de controle heterossexual. Foi encontrado que mães biológicas lésbicas e bissexuais tem significativamente a pontuação mais alta da Escala Pós natal de Edinburgh que as mulheres heterossexuais de controle. A Depressão pós-parto é mais comum entre mulheres lésbicas que mulheres heterossexuais, qual pode ser atribuído  à prevalência de depressão maior de mulheres lésbicas. Mulheres lésbicas têm maior risco de depressão porque elas são mais prováveis terem sido tradadas para depressão e tenha tentado ou comtemplado um evento suicida que mulheres heterossexuais. Essas taxas maiores de DPP em mães lésbicas/bissexuais pode refletir menos ajuda social, particularmente pelas suas famílias de origem, e estresse adicional devido à discriminação homofóbica na sociedade.
Vários riscos diferentes ligados à depressão pós-parto (DPP) entre mulheres árabes enfatiza influências regionais. Fatores de risco que tem sido identificados incluem o gênero do bebê e poligamia. De acordo com três estudos conduzidos no Egito e um na Jordânia, mães de bebês meninas tem de dois a quatro vezes maior o risco de depressão pós-parto (DDP) comparado a mães de bebês meninos. Quatro descobrem que conflitos com a sogra são associados com DDP, com a taxa de risco de 1,8 a 2,7.
Estudos mostram também uma correlação entre depressão pós-parto em mães vivendo em áreas de conflitos, crises e guerras no Oriente Médio. Estudos no Qatar tem encontrado uma correlação entre baixos níveis de instrução e maior prevalência do DPP.
De acordo com uma pesquisa feita no Egito e Líbano, pessoas vivendo em área rural está ligado ao crescimento do risco. Foi encontrada que mulheres libanesas que vivem na área rural que tiveram parto cesáreo tem maiores taxas de DPP. Por outro lado, libanesas em áreas urbanas mostraram um padrão oposto.
Uma pesquisa conduzida no Oriente Médio tem demonstrado um ligação entre risco de DPP e mães que não foram informadas e que não deram a devida consideração quando as decisões tomadas durante o nascimento.
Há um apelo para integração de uma consideração dos fatores de riscos ambos biológico e psicológico para o DPP quando o tratamento e pesquisa da doença.

### Violência
Uma pesquisa revisional de meta análise da associação de violência e depressão pós-parto mostrou que a violência contra mulheres aumenta a incidência de depressão pós-parto. Cerca de um terço das mulheres ao redor do mundo vivenciarão violência psicológica ou sexual  em algum momento de suas vidas. Violência contra as mulheres ocorrem em áreas de conflito, pós conflito e sem conflito. A pesquisa revisou somente analisou violência vivenciada por mulheres de agressores homens. Estudos no Oriente Médio sugerem que indivíduos que vivenciaram violência doméstica são 2,5 mais provável em desenvolver DPP. Portanto, violência contra a mulher foi definido como "qualquer ação violência baseada em gênero que resulta em, ou possivelmente resulta em, sofrimento/prejuízo físico, sexual ou psicossocial para a mulher. Fatores psicossociais e culturais associados com crescimento de incidentes de depressão pós-parto incluem histórico familiar de depressão, eventos traumático na vida durando o início da puberdade ou gravidez, ansiedade ou depressão durante gravidez e baixo suporte social. Violência contra mulher é um fator estressante crônico, então a depressão pode ocorrer quando alguém já não é capaz de responder à violência.

## Diagnóstico

### Critério
Depressão pós-parto no DSM-5 é conhecida como "transtorno depressivo com aparecimento perinatal". O aparecimento perinatal é definido como começo a qualquer momento durante a gravidez ou com quatro semanas seguintes ao parto. Não existe uma distinção feita entre episódios depressivos que ocorram durante a gravidez ou aquelas que ocorram após o parto. Contudo, a maioria dos especialistas continuam a diagnosticar a depressão pós-parto como depressão com surgimento dentro de um ano após o parto.
Os critérios requeridos para o diagnóstico de depressão pós-parto são os mesmos que aqueles requeridos para fazer um diagnóstico de depressão maior não relacionada ao nascimento ou depressão menor. Os critérios incluem pelo menos cinco dos nove seguinte sintomas, dentro de duas semanas.
- Sentimentos de tristeza, vazio ou falta de esperança, quase todos os dias, pela maior parte do dia, ou a observação de uma humor depressivo feito por outras pessoas
- Perda de interesse ou prazer nas atividades
- Perda de peso ou diminuição do apetite
- Mudanças nos padrões de sono
- Sentimento de inquietação
- Perda de energia
- Sentimentos de sem valor ou culpa
- Perda da concentração ou hesitação aumentada
- Pensamentos recorrentes de morte, com ou sem planos suicidas

### Diagnósticos diferenciais

#### Tristeza pós-parto
A tristeza pós-parto, comummente conhecida como "tristeza de bebê", é um transtorno de humor pós-parto temporário, caracterizada pelos sintomas depressivos mais leves que a depressão pós-parto. Esse tipo de depressão pode ocorrer em mais de 80% de todas as mães após o parto. Sintomas tipicamente sanam dentro de duas semanas. Os sintomas durarem mais que duas semanas são um sinal de um tipo mais sério de depressão. Mulheres que vivenciam a "tristeza de bebê" pode ter um risco maior de vivenciar um episódio mas sério de depressão mais tarde.

#### Psicose
A psicose pós-parto não é um diagnóstico formal, mas é amplamente usado para descrever uma urgência psiquiátrica que aparece a ocorrer em cerca de 1 em 100 grávidas, em que os sintomas de humor alto e pensamentos agitados (mania), depressão, confusão severa, perda da inibição, paranoia, alucinações e desilusões, começa abruptamente nas primeiras duas semanas após o parto; os sintomas variam e podem mudar rapidamente. É diferente da depressão pós-parto e tristeza pós-parto. Pode ser uma forma de transtorno bipolar. É importante não confundir psicose com outros sintomas que pode ocorrer após parto, como delírio. Delírio tipicamente inclui uma perda de percepção ou inabilidade para prestar atenção.
Cerca de metade das mulheres que vivenciam a psicose pós-parto não tem fatores de risco; mas um histórico prévio de doenças mentais, especialmente transtorno bipolar, um histórico prévio de psicose pós-parto ou uma histórico familiar põem alguns alguns em um alto risco.
A psicose pós-parto normalmente necessita de internação, onde o tratamento é com medicações antipsicóticas, estabilizadores de humor e nos casos de forte risco para suicídio, eletroconvulsoterapia.
Os sintomas mais graves dura entre 2 a 12 semanas, e a recuperação leva de 6 meses a um ano. Mulheres que tem sido internadas por uma condição psiquiátrica imediatamente após o parto estão com um risco muito maior de suicídio durante o primeiro ano após o parto.
Transtorno de Estresse Pós traumático relacionado ao Pós-parto/Nascimento
Pais podem sofrer de transtorno de estresse Pós traumático (TEPT), ou sofrer com sintomas de transtorno de estresse pós traumático, logo após o parto. Enquanto há um debate na comunidade médica como se o nascimento deva ser considerado um evento traumático, o consenso atual é que o nascimento pode ser um evento traumático. O DSM-IV e DSM-5 (classificação padrão para transtornos mentais usado pelos profissionais de medicina) não reconhece explicitamente o TEPT relacionado ao nascimento, mas tanto permite que o nascimento seja reconhecido como uma potencial causa de TEPT. O TEPT relacionado ao nascimento é o estritamente relacionada com depressão pós-parto. Pesquisas indicam que mães que tem PEPT relacionadas ao nascimento comummente também tem depressão pós-parto. PEPT relacionada ao nascimento e depressão pós-parto tem alguns sintomas comuns. Portanto, a superposição de diagnóstico de ambos os sinais e sintomas, alguns sintomas específicos para TEPT pós-parto incluem sendo facilmente surpreendidas, pesadelos e flashback recorrentes, evitando o bebê ou qualquer coisa que relembre o nascimento, agressão, irritabilidade e ataques de pânico. Trauma real ou percebido antes, durante ou após o nascimento é um elemento crucial para diagnosticar o TEPT relacionado ao nascimento.
Atualmente, não há testes amplamente reconhecidos que mensurem o transtorno de de estresse pós traumático pós-parto no ambiente médico. Os testes existentes para TEPT (como o DSM-IV) pode ser usado para mensurar o TEPT relacionado ao nascimento. Alguns questionários existem para mensurar o TEPT relacionado ao nascimento especificamente, contudo, não são amplamente usados fora do ambiente de pesquisa.
Aproximadamente 3-6% das mães em período pós-parto tem TEPT relacionado ao nascimento. A porcentagem de indivíduos com TEPT relacionado ao nascimento é aproximadamente 15-18% nas amostras de alto risco (mulheres que vivenciam complicações graves no parto, tem um histórico de violência sexual/física, ou tem outros fatores de risco). Pesquisa identificaram vários fatores para o aumento da chance de desenvolver PEPT relacionado ao nascimento. Esse incluem uma experiência subjetiva negativa do nascimento, saúde mental maternal (depressão pré-natal, perinatal, ansiedade, depressão pós-parto aguda e histórico de problemas psicológicos) histórico de trauma, complicações com nascimento e bebê (exemplo de secção cesárea de emergência ou entrada na UTIN) e um baixo nível de suporte social.
O TEPT relacionado ao nascimento tem vários efeitos negativos à saúde. Pesquisas sugerem que o TEPT relacionado ao nascimento pode afetar negativamente o apego emocional entre mãe e filho. Porém, a depressão maternal ou outros fatores podem também explicar esse efeito negativo. O TEPT no período pós-parto pode também acarretar a problemas com o desenvolvimento social da criança. Pesquisas recentes sugerem que o TEPT relacionado ao nascimento resulta nas menores taxas de amamentação e pode impedir os pais na amamentação por um período de tempo desejado.

## Triagem
A triagem para depressão pós-parto é crítico para mais de 50% dos casos não diagnosticados nos EUA, enfatizando a significância da compreensão das medidas de triagem. Nos EUA, a American College of Obstetricians and Gynecologists sugerem que os provedores de saúde consideram a triagem de depressão para mulheres em período perinatal. Além disso, a Academia Americana de Pediatria recomenda triagem pediátrica em mães com DPP em 1 mês, 2 meses e 4 meses. Contudo, muitos provedores não proveem consistentemente uma triagem e acompanhamento adequados. Por exemplo, no Canadá, Alberta é o único provedor com triagem universal de DPP. Essa triagem é realizada pelas enfermeiras da Saúde Pública com o cronograma de imunização dos bebês. Na Suécia, os Serviços de Saúde Infantil oferece um programa gratuito para novos pais que incluem triagem para mães para DPP com 2 meses de pós-parto. No entanto, há preocupações sobre a aderência para diretrizes de triagem quanto à saúde mental maternal.
A Escala de Depressão Pós-natal de Edinburgh, um questionário autorreferido padronizado pode ser usado para identificar mulheres que tenham depressão pós-parto. Se a nova mãe obter 13 pontos ou mais, ela possivelmente tem DPP e testes futuros deverão ser feitos.
Os provedores de saúde podem ter uma amostra de sangue para testar se outro transtorno contribuir para depressão durante a triagem.
A Escala de Depressão Pós-natal de Edinburgh é usada dentro da primeira semana do recém-nascido ser admitido. Se as mães receberem uma pontuação abaixo de 12, elas são informadas para ser reavaliadas por causa do protocolo de testagem de depressão. É também aconselhado que as mães na UTIN sejam testadas de quatro a seis semanas se elas permanecerem com o bebê na unidade de tratamento intensiva neonatal. Mães com pontuação entre doze e dezenove do EPDS são oferecidos dois tipos de ajuda. As mães são oferecidas o tratamento LV, que é fornecido pelos enfermeiros no UTIN e elas podem ser encaminhadas ao serviços profissional de saúde mental. Se a mãe receber um três no item número dez do EPDS, elas são imediatamente encaminhadas para a equipe de serviço social como elas pode ser suicidas.
é critico reconhecer a diversidade da população de pacientes diagnosticados com depressão pós-parto e como isso pode impactar na confiabilidade das ferramentas de triagem usadas. Há diferentes culturas em como os pacientes expressão os sintomas da depressão pós-parto; aquelas que vivem em países não ocidentais exibem mais sintomas físicos, considerando que aquelas que vivem nos países ocidentais tem mais sentimentos de tristeza. Dependendo da herança cultural do indivíduo, os sintomas de depressão pós-parto pode se manifestar diferentemente, e não ocidentais sendo triados em países ocidentais pode ser diagnosticados equivocadamente por causa das ferramentas de triagem não levar em conta a diversidade cultural. Além da cultura, é também importante considerar o contexto social do indivíduo, como mulheres com situação socioeconômica baixa pode ter fatores estressores adicionais que afetam suas pontuações de triagem para depressão pós-parto.

## Prevenção
Uma revisão de Cochrane de 2013 encontrou evidencias que intervenções psicossociais e psicológicas após o nascimento ajudou a reduzir o risco de depressão pós-natal. Essas intervenções incluem visitam à casa, suporte de pares baseados em telefonemas e psicoterapia interpessoal. Apoio é um aspecto importante de prevenção, como mães depressivas comumente em estado que seus sentimentos de depressão foram trazidos pela "falta de apoio" e "sentimento de isolamento".
Diferentes culturas se cruzam, rituais tradicionais para o cuidado pós-parto pode ser preventivo para DPP, mas são mais afetivas quando o apoio é bem vindo pela mãe.
Em casais, a proximidade emocional e apoio global pela proteção do parceiro contra a depressão perinatal e ansiedade. Em 2014, Alasoom e Koura encontraram que em comparação a 42,9 porcento das mulheres que não tiveram apoio do marido, somente 14,7 porcento das mulheres que tiveram assistência do marido adquiriram DPP. Outros fatores como comunicação entre o casal e satisfação na relação tem um efeito protetivo contra somente a ansiedade.
Naquelas que são aconselhamento de risco é recomendado. A Força Tarefa de Serviços Preventivos dos EUA (USPSTF) conduziu uma revisão de provas que apoiaram o uso das intervenções de aconselhamento como terapia para prevenção da DPP em grupos de alto risco. Mulheres que são consideradas serem de alto risco incluem aquelas com um histórico passado ou presente de depressão ou com certos fatores socioeconômicos como baixa renda ou pouca idade.
Tratamento preventivo com antidepressivos pode ser considerados para aqueles que teve DPP anteriormente. Contudo, como de 2017, as provas apoiam como o uso é fraco.
A comunidade de equipes de saúde mental perinatal foram lançadas na Inglaterra em 2016 para aumentar o acesso à cuidados de saúde mental para mulheres grávidas. Elas focam na prevenção e tratamentos de episódios de doenças mentais durante a gravidez e após o nascimento. Pesquisadores encontraram que nas áreas do país onde as equipes foram disponibilizadas, mulheres que tiveram contato prévio com serviços psiquiátricos (muitas que tiveram diagnóstico de ansiedade ou depressão) foram mais propensas a acessar o apoio de saúde mental e tiveram um menor risco de recaída, necessitando de internação hospitalar em um ano após o nascimento.

## Tratamentos
Os tratamentos para DPP leve a moderada incluem intervenções psicológicas e antidepressivos. Mulheres com DPP moderada a grave provavelmente vivenciará um maior benefício com uma combinação de intervenções psicológicas e médicas. Exercício aeróbico leve é usado para casos leves e moderados.

### Terapia
Tanto as intervenções sociais e psicológicas individual apresenta efetividade equitativa no tratamento da DPP. Intervenções sociais incluem aconselhamento individual e apoio dos pares, enquanto as intervenções psicológicas incluem terapia cognitivo comportamental (TCC) e terapia interpessoal (TIP). Grupos de apoio e grupo de terapia são opções focadas na psico-educação ao redor da depressão pós-parto tem sido mostradas para potencializar o entendimento dos sintomas do pós-parto e frequentemente assiste em encontrar outras opções de tratamento. Outras formas de terapia, como grupo de terapia, visitas domiciliares, aconselhamento e garantia de um sono melhor para as mães podem ter também um benefício. Enquanto os especialistas trinados em oferecer intervenções de aconselhamento geralmente servem essa população necessitada, resultados de uma revisão sistemática e metanálise de 2021 encontraram que provedores não especializados, incluindo conselheiros sem formação, enfermeiras, parteiras e professores sem treinamento formal em intervenção de aconselhamento, geralmente fornecem serviços efetivos relacionados à depressão e ansiedade, qual promovem colaboração de tarefas e telemedicina.

### Outros
A psicoterapia é o uso dos métodos psicológicos, particularmente quando baseado na interação pessoal regular, ajuda a uma mudança de comportamento da pessoa, melhorando sua felicidade e superar problemas. A Psicoterapia pode ser super benéfica para mães ou pais que estão lidando com DPP. Ela permite que indivíduos conversem com outra pessoa, mesmo que talvez a pessoa especializada na área com pessoas que estão lidando com DPP, e compartilhe as emoções e sentimentos, obtendo ajuda para se tornar mais emocionalmente estável. A psicoterapia se prova mostras eficácia das intervenções psicodinâmicas para depressão pós-parto, tanto no ambiente doméstico quanto clínico, tanto no formato de grupo e individual.

### Comportamental
Com base na internet, a terapia cognitivo comportamental (TCC) tem mostrado resultados promissores com menor pontuação de comportamento negativo dos pais e menores taxas de ansiedade, estresse e depressão. O TCC pode ser benéfico para mães que tem limitações no acesso do TCC na pessoa. Porém os benefícios a longo prazo não tem sido determinada. A implementação da terapia cognitivo comportamental acontece para ser uma dos mais sucedidas e bem informadas formas de terapia para o DPP. De forma simples, a terapia cognitivo comportamental é uma intervenção psicossocial que foca em reduzir os sintomas de várias condições mentais, primariamente depressão e transtornos de ansiedade. Apesar de ser uma ampla área da terapia, continua a ser muito benéfico combate uma angústia emocional específica, que é a fundação da DPP. Portanto, a TCC consegue reduzir ou limitar ainda mais a frequência e intensidade de surtos emocionais em mães e pais.

### Terapia interpessoal
A terapia interpessoal (TIP) tem mostrado ser efetivo em focar especificamente no vínculo mãe e filho. As intervenções psicossociais são efetivas para o tratamento da depressão pós-parto. A terapia interpessoal, também conhecida como TIP é um ajuste maravilhosamente intuitivo para muitas mães com DPP, como elas vivenciam tipicamente uma diversidade de estressores biopsicossocial que são associados com suas depressões, incluindo várias relações interpessoais interrompidas.

### Medicação
Uma revisão de 2010 encontrou alguns estudos de medicações para tratamento de DPP, notando tamanhos pequenos amostrais e geralmente evidências fracas. Algumas evidências sugerem que mães com DPP responderá similarmente a pessoas com transtorno depressivo maior. Há evidência com baixa certeza que sugere que são inibidores seletivos de recaptação de serotonina (SSRIs) são um tratamento efetivo para a DPP. A escolha de medicação antidepressiva de primeira linha é sertralina, um SSRI, como pouca quantidade dele passa para o leite materno e como resultado, para a criança. Contudo, um estudo recente encontrou que a adição da sertralina na psicoterapia não aparece conferir qualquer benefício adicional. Porém, não é completamente claro que antidepressivos, se houver, são os mais efetivos para o tratamento da DPP, e para quem os antidepressivos serão uma opção melhor que sem farmacoterapia.
Alguns estudos mostram que a terapia hormonal pode ser efetiva em mulheres com DPP, apoiada pela ideia que a queda dos níveis de estrogênio e progesterona após dar à luz contribui para os sintomas depressivos. Porém, há alguma controversa com essa forma de tratamento, porque o estrogênio não deve ser dado para pessoas que estão em um maior risco de trombose venosa, o que incluem mulheres maior que 12 semanas após dar à luz. Adicionalmente, nenhum dos estudos existentes incluem mulheres que está amamentando. Todavia, há alguma evidência que o uso dos adesivos de estradiol pode ajudar com os sintomas de DPP.
Oxitocina é um ansiolítico eficaz e em alguns casos de tratamento antidepressivo em homens e mulheres. A oxitocina exógena está somente sendo explorada como um tratamento para DPP em roedores, mas os resultados são encorajadores para potencial aplicação em humanos.
Em 2019, O FDA aprovou brexanolona, um análogo sintético do neuro esteroide alopregnanolona, para uso intravenoso em depressão pós-parto. A queda nos níveis de Alopregnanolona após dar á luz, o que pode acarretar nas mulheres a ficarem deprimidas e ansiosas.  Alguns testes tem demonstrado um efeito na DPP dentro de 48 horas após começar a infusão. Outro novo análogo da alopregnanolona sob avaliação para uso no tratamento de DPP incluem zuranolona e ganaxolona.
A brexanolona tem riscos que podem ocorrer durante a administração, incluindo sedação excessiva e perda repentina de consciência e, portanto tem sido aprovada sob o programa de Avaliação de Risco e Estratégia de Mitigação (REMS). A mãe é para ser cadastrada antes do recebimento da medicação. Está somente disponível para aquelas unidades de saúde certificadas com um profissional de saúde que pode monitorar continuamente o paciente. O processo de infusão em si é de 60 horas, ou 2,5 dias. Os níveis de oxigênio das pessoas são monitorados com um oxímetro de pulso. Efeitos colaterais da medicação incluem boca seca, cansaço, sonolência,  flushing e perda de consciência. É também importante monitorar para sinais precoces de pensamentos e comportamentos suicidas.
Em 2023, o FDA aprovou a zuranolona, vendida sob a nome comercial de Zurzuva, para tratemento de depressão pós-parto. A zuranolona é administrada através de uma pílula, que é mais conveniente que a brexanolona, que é administrada através de uma injeção intravenosa.

### Amamentação
O uso dos SSRIs para tratamento de DPP não é uma contraindicação para amamentar. Enquanto os antidepressivos são excretados no leite materno, as concentrações registradas no leite materno são muito baixas. Pesquisas extensivas tem mostrado que o uso de SSRIs pelas mulheres que estão lactando é segura para a amamentação do recém-nascido/criança. Quanto a alopregnanolona, dados muito limitados não indicaram um risco para o recém-nascido.

### Outros
Eletroconvulsoterapia (ECT) tem mostrado eficácia em mulheres com DPP severa que tem falhado em outras várias tentativas de tratamento baseado em medicação ou não pode tolerar os antidepressivos disponíveis. Evidências de tentativas apoiam o uso de estimulação magnética transcraniana repetitiva (rTMS).
Até 2013, não é claro se acupuntura, massagem, luzes ou tomar ácidos graxos de ômega 3 são uteis.

## Recursos

### Internacional
O Apoio Internacional para Pós-parto é a fonte internacional mais conhecida para aqueles com DPP assim como os profissionais de saúde. Reúnem aqueles que vivenciam o DPP, voluntários e profissionais para compartilhar informações, referências e rede de apoio. Os serviços oferecidos pela PSI incluem o site (com suporte, educação e informações locais do recurso), coordenadas para apoio e recurso local, vídeos postados semanalmente de grupos de apoio em inglês e espanhol, conferências por telefone grátis semanalmente com conversas com especialistas, vídeos educacionais, grupo fechado no Facebook para apoio e treinamento profissional de trabalhadores da área da saúde.

### Estados Unidos

#### Intervenções educacionais
As intervenções educacionais podem ajudar mulheres que estão lutando contra a depressão pós-parto (DPP) a cultivar estratégias de enfrentamento e desenvolver resiliência. O fenômeno de "maternidade científica" representa a origem da educação das mulheres no cuidado perinatal com publicações tipo Ms. circulando circulando alguns dos primeiros artigos impressos sobre DPP que ajudaram a normalizar os sintomas que mulheres vivenciam. Escritoras feministas sobre DPP no início dos anos setenta iluminaram sob as realidades mais escuras da maternidade e amplificaram as experiencias vividas de mães com DPP.
Vídeos instrucionais tem sido populares entre homens e mulheres que vão para a internet para tratar o DPP, especialmente quando os vídeos são interativos e têm pacientes envolvidos nos seus planos de tratamento. Desde o começo dos anos 2000, vídeos tutoriais para o DPP tem sido integrados em muitos programas de treinamento baseado na internet para indivíduos com DPP e são frequentemente considerados um tipo de estratégia de gerenciamento baseada em evidência para os pacientes. Isso pode obter a forma de aprendizagem baseadas objetiva, exploração detalhada dos estudos de casos, diretrizes de recursos para apoio e informações adicionais, etc.

#### Programas com apoio governamental
O Programa Nacional Educacional da Saúde Maternal e Infantil funciona como um amplo programa de educação e assistência apoiado pelo Instituto Nacional de Saúde Infantil e Desenvolvimento Humano (NICHD) e o Instituto Nacional da Saúde. O NICHD tem trabalhado juntamente com organizações como a Organização Mundial da Saúde para conduzir pesquisas no desenvolvimento psicossocial da criança, com parte dos seus esforços indo em direção ao suporte à saúde e segurança das mães. Serviços de treinamento e educação são oferecidos através da NICHD para preparar mulheres e profissionais de saúde com conhecimento baseado em evidência da DPP.
Outras iniciativas inclusas nos Serviços de Administração de Abuso de Substâncias e Saúde Mental (SAMHSA), cujo programa de alívio a desastres fornece assistência médica em ambos os níveis nacional e local. O alívio de desastres não encontra somente ajuda para conscientização dos benefícios de ter uma seleção de profissionais de saúde para DPP, mas também ajuda a profissionais da infância (visitadores domiciliares e profissionais de cuidados iniciantes) a desenvolver as habilidades para diagnosticar e prevenir o DPP. O centro de Consultores de Saúde Mental para Recém-nascidos e Primeira Infância (IECMH) é um programa de assistência técnica relacionada que utiliza os serviços de tratamento baseado em evidência para resolver questões da DPP. O IECMH facilita programas para pais e visitadores domiciliares, locais de intervenções para cuidados primários com pais e crianças e uma variedade de outros serviços baseado em consulta. As iniciativas do IECMH busca educar visitadores domiciliares em protocolos de triagem para DPP assim como formas para encaminhar mães depressivas à ajuda profissional.

#### Links de programas governamentais
- www.nichd.nih.gov/ncmhep
- www.nichd.nih.gov
- www.samhsa.gov
- www.samhsa.gov/iecmhc

#### Psicoterapia
Os métodos de intervenção podem iniciar logo nos primeiros dias após o nascimento, quando a maioria das mulheres estão de alta do hospital. Questionário de pesquisa tem revelado uma escassez de profissionais e apoio emocional para mulheres que lutam à semanas após o parto apesar de haver um risco elevado de DPP para novas mães durante esse período transicional.

#### Apoio comunitário
Uma ausência de suporte social tem sido identificado como uma barreira para procurar ajuda para depressão pós-parto. Programas de apoio de pares tem sido identificado como uma intervenção efetiva para mulheres que vivenciam os sintomas de depressão pós-parto. Grupos de apoio presencial, online ou por telefone estão disponíveis tanto para mulheres quanto para homens por todo os Estados Unidos. Os modelos de apoio de pares são atraentes para muitas mulheres, porque elas são oferecidas em um grupo e fora do cenário de saúde mental. O site Pospartum Progress fornece uma lista compreensiva de grupos de apoio separados por estados e incluem informações para contato para cada grupo. A  Aliança Nacional para Doença Mental lista uma grupo de apoio virtual titulado de "The Shades os Blue Project", que está disponível para todas as mulheres via inscrição de um nome e endereço de e-mail. Além disso, NAMI recomenda o site "Associação Nacional de Profissionais e Apoio de Pares Lactantes de Cor" para mulheres com necessidade de um apoiador para lactantes. A assistência para lactantes está disponível  ou online ou presencial, se há apoio nas proximidades.

#### Narrativas e memorias pessoais
Postpartum Progress é um blog focado sendo uma comunidade de mães conversando abertamente sobre depressão pós-parto e outras condições de saúde mental associadas. O story-telling e comunidades online reduz o estigma ao redor da DPP e promove cuidado baseado em pares. Postpartum Progress é especificamente para pessoas de cor e pessoas queer, devido ao uma ênfase da competência cultural.

#### Linhas de apoio emocional & entrevistas por telefone
Linhas de apoio emocional, linhas de chat e entrevistas por telefone oferecem apoio de emergência imediato para aqueles que vivenciam o DPP. O apoio de pares baseado por telefone pode ser efetivo na prevenção e tratamento de depressão pós-parto entre mulheres com alto risco. Exemplos estabelecidos de linhas de apoio emocional incluem a Aliança Nacional de Doença Mental: 800-273-950-NAMI (6264), Linha Nacional de Prevenção ao Suicídio: 800-273-TALK (8255), Apoio Internacional para Pós-parto: 800-944-4PPD (4773) e Linha de Apoio Emocional Nacional SAMHSA: 1-800-662-HELP (4357). Aliança de Saúde Pós-parto tem uma linha de apoio imediata 24/7 em San Diego/Acesso San Diego e Linha de Crise em (888) 724-7240, em que você pode conversar com mães que tenha se recuperado do DPP e profissionais treinados.
Contudo, as linhas de apoio emocional pode ter uma ausência de competência cultural, que é crucial na qualidade do cuidado de saúde, especificamente para pessoas de cor. Ligando para Polícia ou pelo 911, especificamente para crise de saúde mental, é perigoso para muitas pessoas de cor. As linhas de apoio emocional culturalmente e estruturalmente competentes são um abraço necessário no cuidado do DPP.
- Aliança Nacional de Doença Mental: 800-273-950-NAMI (6264)
- Linha Nacional de Prevenção ao Suicídio: 800-273-TALK (8255)
- Apoio Internacional para Pós-parto: 800-944-4PPD (4773)
- Linha de Apoio Emocional Nacional SAMHSA: 1-800-662-HELP (4357)

#### Atividades de autocuidado & bem estar
Mulheres demonstraram um interesse no autocuidado e bem estar num programa de prevenção ao DPP online. Atividades de autocuidado, especificamente musicoterapia, são acessíveis para a maioria das comunidades e valiosas entre mulheres como uma forma de conectar com seus filhos e administrar os sintomas de depressão. Atividades de bem estar associadas com atividades ao ar livre, incluindo caminhada e corrida, foram notadas dentre mulheres como uma forma de ajudar a administrar o humor.

### Acessibilidade para o cuidado
Aquelas com DPP se deparam com muitas barreiras para procurar ajuda, incluindo a falta de conhecimento, estigma sobre os sintomas, assim como barreiras no serviço de saúde. Há também barreiras relacionadas à atitude para a procura de tratamento, incluindo estigma. Relações interpessoais com amigos e familiares, assim como obstáculos institucionais e financeiros servem como barreiras para buscar ajuda. Um histórico de desconfiança com o sistema de cuidado com a saúde dos Estados Unidos ou experiências negativas relacionadas ao serviço de saúde podem influenciar a pessoa em sua disponibilidade e aderência para procurar o tratamento para depressão pós-parto. Respostas culturais devem ser adequadas nos recursos e cuidados da DPP. Representação e competência cultural são cruciais para os cuidados equilibrados para DPP. Diferentes grupos étnicos podem acreditar que os profissionais de cuidados da saúde não respeitarão seus valores culturais ou práticas religiosas, o que influencia suas intenções para o uso dos serviços de saúde mental ou ter medicamentos antidepressivos prescritos. Além disso, os recursos para DPP são limitados e frequentemente não incorporam o que as mães prefeririam. O uso da tecnologia pode ser uma forma benéfica para oferecer mães com recursos, porque é acessível e conveniente.

## Epidemiologia

### América do Norte

#### Estados Unidos
Dentro dos Estados Unidos, a prevalência da depressão pós-parto foi menor que o global de aproximadamente 11,5%, mas varia entre estados de apenas 8% até 20,1%. A prevalência mais alta nos EUA é encontrada entre mulheres que são índio americanas/ Nativas do Alasca e Asiáticas/ Ilhas do Pacífico, ter menos que 12 anos de estudo, não estar casada, fumar durante a gestação, vivenciar mais de dois eventos estressantes ou ter recém-nascido a termo está em baixo peso ou foi admitido em uma UTIN. Enquanto os EUA prevalecem reduzido de 2004 a 2012, a não diminuição entre as mulheres índio americanas/ Nativas do Alasca ou aquelas com recém-nascido a termo e com baixo peso.
Mesmo com uma variedade de estudos, é difícil para encontrar a taxa exata como aproximadamente 60 das mulheres dos EUA não são diagnosticadas e daquelas diagnosticadas, aproximadamente 50% não são tratadas para DPP. As taxas da seção cesárea não afetaria as taxas de DPP.  Enquanto há uma discussão da depressão pós-parto em pais, não há um diagnóstico formal para depressão pós-parto em pais.

#### Canadá
O Canadá há um dos maiores assentamentos de refugiados do mundo com uma porcentagem igual de homens e mulheres. Isso significa que o Canadá possui uma desproporcionalidade percentual de mulheres que desenvolve depressão pós-parto, pois há um risco aumentado entre a população de refugiados. Em um estudo cego, onde mulheres tinham alcançar e participar, cerca de 27% da população de controle tinha sintomas consistentes com depressão pós-parto sem mesmo conhecer. Encontraram também que em média 8,46 mulheres tinham DPP maior ou menor, foi encontrado para ser 7,56 e 8,69% respectivamente. Os fatores principais que foram vistos para contribuir para esse estudo foram o estresse durando a gestação, a disponibilidade de apoio após e um diagnóstico prévio de depressão foram todos classificados para serem fatores. Canadá tem uma demografia específica da população, que também envolve uma grande quantidade de mulheres imigrantes e indígenas que criam uma demografia cultural específica localizada no Canadá. Nesse estudo, pesquisadores encontraram que aquelas duas populações estiveram em risco significativamente maior comparado "mães canadenses nascidas não indígenas". Esse estudo encontrou que os fatores de risco como baixa escolaridade, limite de baixa renda, aquisição de antidepressivos e baixo apoio social são todos fatores que contribuem para um percentual maior daquelas populações desenvolverem DPPs. Especificamente, mães indígenas tem os maiores fatores de risco que mães imigrantes, com mulheres canadenses não indígenas sendo mais próxima da população geral.

### América do Sul
Uma questão principal que envolveu o DPP é a falta de estudo e a falta de prevalência notificada que está baseada nos estudos desenvolvidos nos países ocidentais economicamente  desenvolvidos. Em países como o Brasil, Guiana, Costa Rica, Itália, Chile e África do Sul as notícias são predominantes, cerca de 60%. Uma análise de pesquisa detalhada pôs uma prevalência média em 10-15%, mas explicitamente declarado que fatores culturais como percepção de saúde mental e estigma podem estar impedindo uma comunicação apurada. A análise na América do Sul mostra que a ocorrência de DPP em uma taxa maior se mostra comparativamente no Brasil (42%), Chile (4,6-48%), Guiana e Colômbia (57%) e Venezuela (22%). Na maior parte desses países, o DPP não é considerado uma condição grave para mulheres, e portanto, há uma deficiência de programas de apoio para prevenção e tratamento nos sistemas de saúde. Especificamente no Brasil, o DPP é identificado através do ambiente familiar, enquanto que no Chile o DPP se manifesta através de idealizações suicidas e instabilidade emocional. Em ambos os casos, a maiorias da mulheres sentem remorso e rejeitam o cuidar dos filhos, mostrando que essa doença é séria para a mãe e para o bebê.

### Ásia
A partir de um grupo selecionado de estudos encontrados de uma pesquisa da literatura, pesquisadores descobriram muitos fatores demográficos das populações asiáticas que mostram associação significativa com a DPP. Alguns daqueles incluem a idade da mãe ao tempo de parto, assim como a maior idade que casou. Sendo uma imigrante e dando à luz a uma criança além dos mares, tem sido também identificado como um fator de risco para DPP. Especificamente para mulheres japonesas que nasceram e cresceram no Japão, mas deram à luz dos seus bebês no Havaí, EUA, cerca de 50% delas experimentaram disfunção emocional durante a gestação. Todas as mulheres que deram à luz pela primeira vez e foram incluídas no estudo vivenciaram o DPP. Em mulheres imigrantes índio asiáticas, os pesquisadores encontraram uma menor taxa de sintomatologia depressiva de 28% e um adicional de maior taxa de sintomatologia depressiva de 24%, provavelmente devido as diferentes atitudes de cuidados à saúde em diferentes culturas e distância da família, levando à saudade de casa.
No contexto dos países asiáticos, a gravidez pré-marital é um importante fator de risco ao DPP. Isso é porque é considerado altamente inaceitável na maioria das culturas asiáticas, como há uma atitude altamente conservadora em relação ao  sexo entre pessoas asiáticas em comparação á pessoas ocidentais. Por outro lado, conflitos entre mães e noras são notoriamente comuns em sociedades asiáticas como tradicionalmente para eles, se casar significa a nora se juntar e se ajustar completamente à família do noivo. Esses conflitos podem ser responsáveis pelo surgimento da DPP. Quanto ao gênero do bebê, muitos estudos sugerem insatisfação com um gênero do bebê (nascimento de uma menina) é um fator de risco para DPP. Isso é por causa que em algumas culturas asiáticas, os casais aguardam pela família, em ter pelo menos um filho para manter a continuidade da linhagem, que pode levar a mulher a experimentar a DPP se ela não puder dar à luz a um menino.

#### O Oriente Médio
Com uma prevalência de 27%, a depressão pós-parto entre mulheres no Oriente Médio é maior que no Mundo Ocidental e outras regiões do mundo. Apesar do alto número de casos de depressão pós-parto na região em comparação com outras áreas, há uma extensa lacuna na literatura em correlação com a região árabe e não há estudos sendo conduzidos no Oriente Médio estudando intervenções e prevenção para lidar com a depressão pós-parto em mães árabes. Países dentro da região árabe tem uma faixa de prevalência de depressão pós-parto de 10% a 40%, com uma prevalência da DPP no Qatar em 18,6%, EAU entre 18% e 24%, Jordânia entre 21,2 e 22,1, Líbano de 21%, Arábia Saudita entre 10,1 e 10,3 e Tunísia entre 13,2% e 19,2%, de acordo com estudos realizados nesses países.
Há também exemplos de nações com taxas maiores notáveis, como Irã com 40,2%, Bahrein com 37,1% e Turquia com 27%. A alta prevalência de depressão pós-parto na região pode ser atribuída aos fatores socioeconômico e cultural envolvendo apoio social e parental, pobreza e padrões sociais prevalentes na gestação e maternidade. Outro fator está relacionado à falta de a cesso a saúde da mulheres dessa região, porque muitas sociedades não  dentro da região não prioriza a saúde mental e não compreende como um problema sério. A prevalência de crises e guerras dentro de alguns países da região, educação deficitária, poligamia e maternidade precoce são fatores adicionais. As taxas de fertilidade na Palestina são notavelmente altos; taxas de fertilidade maiores têm sido conectadas para um possível padrão, onde as taxas de nascimento aumentaram após os episódios violentos. Uma pesquisa conduzida com mulheres árabes indicam que mais casos de depressão pós-parto estão associadas com o aumento da paridade. Um estudo encontrou que a gestação mais comum e nascimento variável relatado para ser associado com DPP no Oriente Médio foi uma gravidez não planejada ou indesejada, enquanto tendo uma bebê menina em vez de bebê menino está também sendo discutido como um fator com 2 a 4 vezes de risco maior.

### Europa
Há uma suposição geral que as culturas ocidentais são homogêneas e que não há diferenças significativas nos transtornos psiquiátricos através da Europa e EUA. Contudo, na realidade, fatores associados com depressão maternal, incluindo demandas de trabalho e ambiental, acesso à licença maternidade universal, cuidados à saúde e segurança financeira são reguladas e influenciadas por políticas locais que diferem entre países. Por exemplo, políticas sociais europeias diferem de país para país ao contrário dos EUA, todos os países prover alguma forma de licença maternidade universal remunerada e cuidados à saúde gratuita. Estudos também mostram diferenças na manifestações sintomáticas da DPP entre mulheres europeias e americanas. Mulheres da Europa reportam maiores pontuações de anedonia, tendência a se culpar e ansiedade, enquanto mulheres dos EUA revelam mais insônia severa, sentimentos depressivos e pensamentos de auto culpa. Adicionalmente, há diferenças nos padrões e relações prescritas em relação à certas medicações entre os EUA e Europa, que são indicados em como diferentes as abordagens de tratamento nos países, e seus diferentes estigmas.

### África
Na África, como todas as partes do mundo, há lutas contra a depressão pós-parto. Estudos recentes estimam a prevalência de estar 15-25%, mas isso é provavelmente maior devido à deficiência de dados e casos registrados. A magnitude da depressão pós-parto na África do Sul é entre 31,7% e 39,6%, no Marrocos entre 6,9% e 14%. Na Nigéria entre 10,7% e 22,9%, em Uganda 43%, na Tanzânia 12%, no Zimbábue 33%, no Sudão 9,2%, no Quênia entre 13 e 18,7% e 19,9% dos participantes na Etiópia, de acordo com estudos realizados nesses países entre mães após parto na faixa etária de 17-49 anos. Isso demonstra a gravidade desse problema na África e a necessidade para depressão pós-parto ser levada à sério como questão de saúde pública no continente. Além disso, cada um desses estudos foram conduzidos usando ferramentas de avaliação desenvolvidas no ocidente. Fatores culturais podem afetar o diagnóstico e podem ser uma barreira para avaliar o peso do transtorno. Algumas recomendações para o combate à depressão pós-parto na África incluem considerar a depressão pós-parto como problema de saúde publica, que é negligenciado entre mães pós-parto. Investir em pesquisas para analisar a prevalência atual da depressão pós-parto e encorajar a triagem, diagnóstico e tratamento precoce de depressão pós-parto como um aspecto essencial do cuidado maternal por toda a África.

### Questões na notificação da prevalência
A maioria dos estudos acerca da DPP são feitos usando os protocoles de auto notificação, que são menos são menos confiáveis que as entrevistas clinicas. Esse uso de auto notificação pode ter resultados que subestimem os sintomas e portanto as taxas de depressão pós-parto.
Além disso, a prevalência de depressão pós-parto em países árabes exibem variabilidade significativa, frequentemente devido as metodologias de avaliação divergentes. Em uma revisão de vinte e cinco estudos examinando a DPP, diferenças nos métodos de avaliação, locais de recrutamento e tempo das avaliações complicam a mensuração da prevalência. Por exemplo, os estudos variados em suas abordagens, com alguns usando um método de painel longitudinal rastreando o DPP em múltiplos pontos durante a gestação e períodos de pós-parto, enquanto outros  empregam a abordagem trans seccional para estimar pontos e períodos de prevalência. A Escala de Depressão Pós-natal de Edinburgh (EDPE) foi comummente usada através desses estudos, ainda variações nas pontuações de corte aprofunda determinados resultados de prevalência.
Por exemplo, um estudo em Kimbo Ombo, no Egito, reportou uma taxa de 73,7% para DPP, mas teve um tamanho de amostra pequeno de 57 mães e uma janela de tempo para medição que vai de duas semanas a um ano, o pós-parto contribui para o desafio de fazer conclusões definitiva de prevalência (2). Essa grande variedade de métodos de avaliação e tempo impacta significativamente as taxas informadas de depressão pós-parto.

## História

### Anterior ao século 19
A compreensão e construção da depressão pós-parto dos cientistas da área médica ocidentais tem evoluído através dos séculos. Ideias circulantes dos humores e estados femininos permanece por muito tempo, tipicamente registrado por homens. Em 460 A.C., Hipócrates escreveu sobre febre puerperal, agitação, delírio e mania vivenciada por mulheres após o nascimento do bebê. A ideia de Hipócrates ainda permanece como a depressão pós-parto é vista hoje.
Uma mulher que viveu no século 14, Margery Kempe, foi uma mística cristã. Ela foi uma pelegrina conhecida como "Madwoman" após parto difícil. Foi um longo período de recuperação física, durante que ela iniciou uma decaindo para a  "loucura" e se tornar suicida. Baseado nas descrições dela de visões de demônios e conversas que ela escreveu sobre que ela tinha com figuras religiosas como Deus e a Virgem Maria, historiadores tem identificado que Margery Kempe tinha experimentado uma "psicose pós-parto" e não depressão pós-parto. A distinção se torna importante para enfatizar a diferença entre depressão pós-parto e psicose pós-parto. Um físico do sé século 16, Castello Branco, documentou um case de depressão pós-parto sem título formal como uma mulher relativamente saudável com melancolia após o nascimento do bebê. Portanto, permaneceu insana por um mês e se recuperou com o tratamento. Contudo esse tratamento não foi descrito, os tratamentos experimentais começara, a serem implementados para depressão pós-parto pelos séculos que seguiram. Conexões entre a função reprodutiva feminina e doenças mentais continuarão a circundar os órgãos reprodutivos a partir dessa época até a era moderna, com um debate envolvendo lentamente sobre a "loucura feminina".

### Século 19 e posterior
Com o século 19, veio uma nova atitude a respeito da relação entre doenças mentais femininas e gravidez, nascimento ou menstruação. A famosa crônica, "The Yellow Wallpaper", foi publicada por Charlotte Perkins Gilman nesse período. Na história, retrata a vida de uma mulher desconhecida, quando é tratada por seu marido físico, John, para tendências histéricas e depressivas após o nascimento do bebê deles. Gilman escreveu a história em protesto a opressão social da mulher como o resultado de sua própria experiência como paciente.
Também durante o século 19, ginecologistas embarcaram na ideia que os órgãos reprodutivos femininos e os processos naturais que os envolvem, foram culpados pela "insanidade feminina". Aproximadamente 10% das internações em hospitais psiquiátricos durante esse período são conectados pela "insanidade puerperal", a conhecida interseção entre gravidez ou nascimento e doenças mentais femininas. Não foi até o início do século vinte que a atitude da comunidade científica mudou mais uma vez: o consenso entre ginecologistas e outros especialistas em medicina foi para tornar a partir da  ideia dos órgãos reprodutivos doentes e em vez de mais "teorias científicas" que abrangia uma perspectiva médica expandida nas doenças mentais.

### Século 21 e além
A indissociabilidade do estrutural e biológico, o médico e político, as exaltações e desafios da maternidade, todos os pontos para não apenas uma história do sofrimento e tratamento, mas uma da advocacia. A história revolucionário ativismo da saúde a mulher entre a década de 1970 e 2020, além disso, a história da defesa da idealização da maternidade, é  uma história emocionante empurrando contra o status quo e também pragmaticamente acolhedor o poder legitimo da neutralidade da medicalização e política. O fenômeno da tristeza puerperal foi a primeira nomeada entre as ondas de nascimento durante a 2ª Guerra Mundial. A tristeza puerperal ou tristeza pós-parto durante o período seguinte a 2ª Guerra Mundial mantendo um entendimento evoluído no século 21, e é entendido como estresse emocional de flutuações que começa em alguns dias no pós-parto e pode durar mais de suas semanas. A tristeza puerperal na década de 1940, 1950 e 1960 eram frequentemente aconselhados a se tratarem com uma nova abordagem terapêutica do terapeuta ou algum outro estímulo, nos anos 2020, mulheres são lembradas acerca do funcionamento dos hormônios e são frequentemente encorajadas a priorizarem o auto cuidado e descansar para se ajustarem. Entre a década de 1970 e 1990, profissionais da psicologia distinguem mais frequentemente entre a tristeza puerperal subclínica e problemas médicos mais sérios de depressão pós-parto. Na década de 1980 foi uma década da depressão na América, com um aumento enorme no diagnóstico geral de depressão e na disponibilidade antidepressiva.
Embora tenha havido tentativas para definir a depressão pós-parto, os médicos agora consideram dentre uma gama de diferentes doenças, e referir-se ao chamado doenças pós-parto, O Humor Pós-parto e Transtornos de Ansiedade (PMAD) em vez de depressão pós-parto. Não há também diagnóstico independente na Bíblia da Associação Americana de Psicologia, Manual de Diagnósticos e Estatísticas. Em vez disso há um guarda-chuva de condições. Advogados e clínicos mencionam os PMADs como abrangendo o estresse mental durante a gravidez, além do pós-parto e período de lactação, assim como um arranjo de transtornos além de apenas depressão. Os PMADs incluem transtorno obsessivo compulsivo no pós-parto, frequentemente com mães contando os mililitros de leite bombeado e ficar obcecada se não foi suficiente e como curar o peito dolorido e ressecado, mamilos com bolhas, e ansiedade pós-parto, como um excesso de preocupações, como deixar o bebê cair. Um percentual muito raro mostrará sinais de psicose pós-parto que conduziram a problemas como infanticídio. Os PMDAs ajudam a criar um reconhecimento abrangente de muitos problemas dos novos pais, especialmente novas mães preocupadas, além da extensão da exaustão e privação de sono, a superação da dor física após o nascimento, as vastas mudanças hormonais e conformação corporal, a necessidade em ficar atento aos coágulos sanguíneos, a possibilidade de trauma no nascimento, os estresses e pressões sociais, mudanças massivas no estado do relacionamento com seu marido, parceiro e família, se você tiver um constrangimento ou limitação familiar, e recursos na comunidade para apoio, lições e diretrizes, deixando a nova mãe sozinha e vulnerável. Além do mais, para mães inseridas no mercado de trabalho, há um estresse adicional em lidar com o trabalho ou sem trabalho, quanto deixar para você e como você pagará  para ficar de licença se você tem sorte suficiente para tê-lo, como sobreviver para você não ficar de licença, se sua falta não é paga, ou você tem opiniões sociais e pessimistas para ficar de licença. Depois há o estresse de alimentar o bebê, incluindo alimentação balanceada necessária como o trabalho remunerado. algumas das dificuldades de definir os transtorno de humor pós-parto torna-se uma lista longa de alguns exemplos, mas também inclui uma lista incompleta de outros desafios e fatores contribuintes. Os médicos são cautelosos para diagnosticar clinicamente, mas existe uma fina linha entre, por exemplo, uma obsessão em contar os mililitros de deite e transtorno obsessivo compulsivo pós-parto. Há uma fina linha entre se preocupar ocasionalmente  que você pode derrubar o bebê ou segurar seu bebê incorretamente, e os sentimentos de alguns pais que se tornem pensamentos intrusivos ou ataques de pânico avassaladoras e ansiedade crônica. Há uma fina linha entre um pai letárgico por exaustão que simplesmente precisa de um cochilo longo ou vários cochilos, e há também a presença de depressão clinica, testável com a Escala de Depressão Pós-natal de Edinburgh (EPDS).
Nos anos 1990, a maior organização de defesa pós-parto, Postpartum Support International, começou a debater políticas pós-parto direcionadas, que a depressão pós-parto não é apenas uma doença, mas a mais comum complicação da gravidez.
Há outras medidas de saúde monitoradas para uma gravidez  à medida que preocupações de saúde e triagem tem sido introduzidas com as pesquisas avançadas na obstetrícia e ginecologia, perinatal, medicina materno fetal, neonatologia e pediatria. Uma longa lista dessas complicações monitoradas seguidas.
Há triagens adicionais que a mulher grávida tem que se preocupar, como triagens gerais com o exame do Papa Nicolau, hemograma completo, testagem para HIV, coleta de urina, teste sorológico para rubéola, tipo sanguíneo, tipagem de fator RH, testagem para hepatite B, e testagem para todas as doenças sexualmente transmissíveis, diabetes gestacional e grupo estreptococos B.
Depois há outro monitoramento, inclui monitoração regular da pressão sanguíneo para pré-eclâmpsia, ultrassons para ajudar a monitorar a posição da placenta e para placenta prévia, monitoramento e triagem de biópsia das vilosidades coriônicas, pré-eclâmpsia, eclampsia e biopsia do fluido amniótico via amniocentese para a saúde de maturidade do feto, monitorando a mudança nos órgãos pélvicos, especialmente a restrição de crescimento intrauterino (IUGR) e monitoramento geral de mudanças nos órgãos pélvicos da mãe por vários testes, incluindo sinal de Goodell, sinal de Chadwick, sinal de Hegar, sinal de McDonald, aumento uterino, sinal de Braun von Fernwald, sopro uterino, cloasma ou melasma, linea nigra, mudanças nos mamilos, estria abdominal, baloteamento, monitoramento dos níveis e mudanças hormonais.
Dando continuidade, há o monitoramento do feto para perceber os primeiros movimentos, sons do coração do feto m(FHT), frequência cardíaca do feto (FHR), altitude fetal, orientação da coluna fetal, movimentos de respiração fetal (FBM), registro de movimento fetal (FMR) contagem de movimentos fetal (FMC) movimento e crescimento fetal, posição fetal e posicionamento fetal.
Então as mães precisam se preocupar sobre os exames a cada trimestre, incluindo exames do primeiro trimestre para defeitos das trissomias através de testagem como teste de  translucência nucal (TTN) e teste de soro para PAPP-A e beta-HCG, e no último trimestre de monitoramento para rupturas pré-parto das membranas (PROM) que pode acarretar em um aborto ou se ocorrer uma ruptura da membrana prematura ao pré-parto (PPROM) antes das 37 semanas pode acarretar ao nascimento prematura, se isso ocorrer quando o estado do feto está viável.
Contudo, há muito estresse para a mãe e não devidamente reconhecido sobre o que seu corpo sofre; por isso começando após os anos 1940, 1950 e 1960, e com progresso realizado nos anos 1970 e 1980, ainda mais o ativismo nos anos 1990, promovida uma defesa maior pelos grupos de pós-parto, defesas políticas, médicos clínicos que enfatizavam com é necessário e importante para a triagem de saúde emocional e mental, durante a gestação e no pós-parto que pode acontecer em qualquer lugar nas primeiras duas semanas até o primeiros 18 meses. Mães sofrem frequentemente com mudanças inimagináveis em seus corpos para trazer uma vida no mundo e que pode ser assustador e estressante para qualquer mãe de primeira viagem. Isso é o porque é critico continuar a defesa por mais protocolos, serviços de apoio e oportunidades de auto cuidado, que pode ajudar a minimizar o fardo da maternidade.

### O século 21
O primeiro quarto do século 21 provocou uma regressão no ganho da saúde de muitas mulheres do século 20. Como a legislação do século 21 levou a divisões e debates profundos em relação às políticas de aborto e quem toma a decisão sobre um corpo feminino e em relação à saúde da mulher. Há necessidades para ser mais defendida para a licença parental remunerada, mais equidade e aumento na remuneração da mulher onde a descriminação continua a persistir e, oportunidades para folga remunerada para necessidades familiares, médicas e de saúde mental. Para novos pais, novos planos de saúde melhores, especialmente durante os primeiros cinco anos, até a criança entrar nos sistemas escolares. Com isso, há também a necessidade em ter melhores opções para de creches - um programa que frequentemente termina no meio do dia -  e maior flexibilidade para empregadores e empregados em diminuir o estresse das obrigações do trabalho e a necessidade em levar a criança para creche, que pode intensificar as condições da saúde mental no pós-parto (PMHCs). Além dos programas de cuidados pós escolar que não deixem os pais sentirem como eles estejam negligenciando seus filhos, simplesmente apoiando financeiramente a família também ajudaria a aliviar os PMHCs, especialmente para mães que trabalham, que são a provedora financeira primária e/ou ir previamente de um trabalho em tempo integral para outro trabalho em tempo integral, com somente um sendo remunerado e financeiramente compensatório.
Em uma linha do tempo visual pela Aliança de Lideranças da Saúde Mental Maternal (MMHLA), uma organização sem fins lucrativo e não partidária do tipo 501 (c) (3) lidera os esforços nacionais no aumento da saúde mental maternal nos Estados Unidos pela defesa de políticas, construção de parcerias e análise de informações, tem avido avanços numerosos nos serviços e legislação, incluindo o 21st Century Cure Act sancionada em Dezembro de 2016. E, a partir de 2024, as licenças por motivos médicos e familiares tem sido liberadas pelo uso dos PMHCs, incluindo a depressão pós-parto. Isso é um início, mas há também muito progresso a ser feito, levando em consideração que dos 41 países, apenas os Estados Unidos não possui licença parental remunerada, porém é ofertada licença não remunerada sob a o Ato de Licença Médica e Familiar (FMLA). Há atualmente leis não federais provendo ou garantindo o acesso a licenças por motivos médicos e familiares remunerados para trabalhadores do setor privado, especialmente durante o período de pós-parto. Contudo, alguns estados tem seus próprios programas de licença remunerada e requisitos para companhias fornecerem a licença parental remunerada. Defensores da licença remunerada compreendem que, a dispensa remunerada, como o contrário da dispensa não remunerada, ajuda a aliviar um pouco do fardo estressante e avassalador adicionado ao período pós-parto que pode exacerbar os PMHCs e pode inibir ou tornar mais difícil o retorno ao trabalho após a licença maternidade.

## Sociedade e cultura

### Reconhecimento legal
Recentemente, a depressão pós-parto tem se tornado mais largamente reconhecido na sociedade. Nos EUA, o Patient Protection and Affordable Care Act incluiu uma seção, focando na pesquisa em condições pós-parto, incluindo depressão pós-parto. Há quem defenda que mais recursos em forma de objetivos políticos, programas e de saúde precisa ser direcionado ao cuidado daqueles com DPP.

### Papel do estigma
Quando ocorre o estigma, a pessoa é rotulada frepela sua doença e vista como parte de um grupo estereotipado. Há três principais elementos dos estigmas, 1) falta de conhecimento (ignorância e desinformação), 2) problema de atitudes (preconceito) e 3) problemas de comportamento (discriminação). Especificamente em relação ao DPP, frequentemente não é tratada, pois as mulheres frequentemente reportam se sentindo envergonhadas por buscar ajuda e estão preocupadas por serem rotuladas como "más mães" se eles admitirem que estão vivenciando a depressão. Apesar de haver pesquisas prévias interessadas no estigma relacionado à depressão, alguns estudos tem abordado sobre o estigma do DPP. Um estudo feito sobre o estigma do DPP, examinando como a intervenção educacional o impactaria. Eles teorizaram que uma intervenção educacional influenciaria significativamente os casos de estigma sobre o DPP. Apesar que eles encontram alguma consistência com estudos de estigma de saúde mental prévio, por exemplo, que homens tem maiores níveis de estigma pessoal sobre o DPP que mulheres, a maioria dos resultados de DPP eram inconsistentes com outros estudos de saúde mental. Por exemplo, eles teorizaram que a intervenção educacional  diminuiria os casos de estigma sobre o DPP,  mas na realidade, não houve impacto significativo e também familiaridade com o DPP não foi associado com o estigma da pessoa para pessoas com DPP. Esse estudo foi uma forte ponto de partida para futuras pesquisas sobre DPP, mas indica mais necessidades para ser feito a aprender qual a estratégias ante estigma mais efetivas são especialmente para DPP.
A depressão pós-parto está também ligada a um estigma significativo. Esse pode também ser difícil quanto se tenta determinar a verdadeira prevalência da depressão pós-parto. Participantes dos estudos sobre DPP carregam duas crenças, percepções, contexto cultural,  e estigma de saúde mental de suas culturas, podem afetar os dados. O estigma da saúde mental - com ou sem apoio dos familiares e profissionais de saúde - muitas vezes desencoraja as mulheres de procurarem ajuda para sua DPP. Quando a ajuda médica é alcançada, algumas mulheres acham o diagnóstico útil e encorajador a uma maior visibilidade para DPP entre a comunidade dos profissionais da saúde.

### Crenças culturais
A depressão pós-parto pode ser influenciada por fatores socioculturais. Há muitos exemplos de culturas e sociedades em particular que mantém crenças específicas sobre o DPP. 
A cultura malaia mantem a crença no Hantu Meroyan; um espírito que reside na placenta e fluído amniótico. Quando esse espírito está insatisfeito e exalando ressentimento, causa na mãe a vivenciar choros frequentes, perda de apetite e problemas com o sono, conhecido coletivamente como "sakit meroyan". A mãe pode ser curada com a ajuda de um shaman, quem desempenha uma sessão espírita a forçar os espíritos a saírem.
Algumas culturas acreditam que os sintomas da depressão pós-parto ou doenças similares podem ser evitadas através de rituais protetivos no período após o nascimento. Esses podem incluir ofertas de estruturas de apoio organizado, cuidados com a higiene, dieta, descanso, cuidados com o bebê e instruções sobre amamentação. Os rituais aparentam serem mais efetivos quando a ajuda é bem vinda pela mãe.
Algumas mulheres chinesas participam de um ritual que é conhecido como "fazendo o mês" (isolamento), em que elas gastam os primeiros 30 dias após dar à luz descansando na cama, enquanto sua mãe ou sua sogra cuida dos afazeres domésticos e cuida da criança. Além disso, a nova mãe não é permitida a tomar banho, lavar seu cabelo, escovar seus dentes, deixar a casa ou sentir o vento soprando.
O relacionamento com a sogra tem que ser identificado como um fator de risco significativo para a depressão pós-parto em algumas regiões árabes. Baseado nas crenças culturais que se estabelece com importância nas mães, sogras tem influências significativas nas vidas das noras e dos netos em como as sociedades baseadas nos maridos frequentemente tem relacionamentos fechados com sua família de origem, incluindo viver juntos.
Além disso, fatores culturais influenciam como as mulheres no Oriente Médio são examinadas para DPP. A  tradicional Escala de Depressão Pós-natal de Edinburgh, ou EPDS, se tornou alvo de críticas por enfatizar os sintomas da depressão, que pode não ser consistente com os padrões culturais muçulmanos. Pensamentos de auto mutilação são estritamente proibidos no Islã,  ainda é um sintoma importante dentro do EPDS. Palavras como "diagnóstico de depressão" ou "saúde mental" são consideradas desrespeitosas para algumas culturas árabes. Alíás, mulheres podem ter sintomas sub relatados para por as necessidades da família antes da suas, porque esses países tem culturas de coletivismo.
Adicionalmente, pesquisadores mostraram que mães de bebês do sexo feminino tinham um risco consideravelmente alto de DPP, girando em torno de 2-4 vezes maior que aquelas mães de bebês do sexo masculino, devido a certos valores culturais do Oriente Médio aplica nos bebês do sexo feminino comparado aos bebês do sexo masculino.

### Media
Certos casos de problemas de saúde mental no pós-parto receberam a atenção no media e trouxeram diálogo para as maneiras de lidar e entender mais sobre a saúde mental pós-parto. Adrea Yates, uma enfermeira aposentada, ficou grávida pela primeira vez em 1993. Após o nascimento da quinta criança nos próximos anos, ela teve uma depressão severa e alguns episódios depressivos. Isso leva a ela crer que, seus filhos necessitavam ser salvos e que seus ao matá-los, ela resgataria suas eternas almas. Ela afogou seus filhos um a um al longo de uma hora, segurando suas cabeças embaixo d'água na banheira da família. Quando chamada a julgamento, sela sentiu que tinha salvado seus filhos em vez de machucá-los, e que essa ação contribuiria para derrotar o Satã.
Essa foi um dos primeiros casos públicos e notáveis de psicose pós-parto, o qual ajudou a criar um diálogo na saúde mental das mulheres após dar à luz. A corte achou que Yates estava passando por problemas de doenças mentais, e o julgamento iniciou a conversa de doenças mentais em casos de assassinato e, seja ou não, isso diminuiria a sentença ou não. Também iniciou um diálogo sob a mulher que se opõe do "instinto maternal" após dar à luz e o que instinto maternal foi verdadeiramente definido.
O caso de Yates trouxe uma larga atenção para o problema do filicídio, ou o assassinato de crianças pelos pais. Por toda a história, homens e mulheres tem perpetrado essa ação, mas o estudo de filicídio maternal é mais extensivo.

## Links Externos
1. 1 2 3 4  Carlson K, Mughal S, Azhar Y (2010). «Focusing on depression in expectant and new fathers: prenatal and postpartum depression not limited to». Psychiatric Times. 27 – via Gale Academic Onefile
2. 1 2 3 4  «Postpartum Depression Facts». NIMH. Consultado em 11 June 2017. Cópia arquivada em 21 June 2017 Verifique data em: |acessodata=, |arquivodata= (ajuda)
3. ↑  Grace SL, Evindar A, Stewart DE (November 2003). «The effect of postpartum depression on child cognitive development and behavior: a review and critical analysis of the literature». Archives of Women's Mental Health. 6 (4): 263–274. PMID 14628179. doi:10.1007/s00737-003-0024-6 Verifique data em: |data= (ajuda)
4. 1 2 3 4 5 6 7  Pearlstein T, Howard M, Salisbury A, Zlotnick C (April 2009). «Postpartum depression». American Journal of Obstetrics and Gynecology. 200 (4): 357–364. PMC 3918890. PMID 19318144. doi:10.1016/j.ajog.2008.11.033 Verifique data em: |data= (ajuda)
5. 1 2 3  Stewart DE, Vigod SN (January 2019). «Postpartum Depression: Pathophysiology, Treatment, and Emerging Therapeutics». Annual Review of Medicine. 70 (1): 183–196. PMID 30691372. doi:10.1146/annurev-med-041217-011106 Verifique data em: |data= (ajuda)
6. 1 2  Soares CN, Zitek B (July 2008). «Reproductive hormone sensitivity and risk for depression across the female life cycle: a continuum of vulnerability?». Journal of Psychiatry & Neuroscience. 33 (4): 331–343. PMC 2440795. PMID 18592034 Verifique data em: |data= (ajuda)
7. ↑  «Perinatal Depression: Prevalence, Screening Accuracy, and Screening Outcomes». Agency for Health Care Research and Quality. Cópia arquivada em 11 de novembro de 2013
8. 1 2 3  Dennis CL, Fung K, Grigoriadis S, Robinson GE, Romans S, Ross L (July 2007). «Traditional postpartum practices and rituals: a qualitative systematic review». Women's Health (em inglês). 3 (4): 487–502. PMID 19804024. doi:10.2217/17455057.3.4.487 Verifique data em: |data= (ajuda)
9. ↑  Cunningham FG, Leveno KJ, Bloom SL, Dashe JS, Spong CY, Hoffman BL, Casey BM, eds. (2022). Williams obstetrics. [S.l.]: McGraw Hill Medical. ISBN 978-1-260-46273-9
10. 1 2  Carlson K, Mughal S, Azhar Y (2023). «Postpartum Depression». StatPearls. Treasure Island (FL): StatPearls Publishing. PMID 30085612. Consultado em 18 de setembro de 2023
11. ↑  Carlson K, Mughal S, Azhar Y (2023). «Postpartum Depression». StatPearls. Treasure Island (FL): StatPearls Publishing. PMID 30085612. Consultado em 18 de setembro de 2023
12. ↑  Spinelli MG (September 2004). «Maternal infanticide associated with mental illness: prevention and the promise of saved lives». The American Journal of Psychiatry. 161 (9): 1548–1557. PMID 15337641. doi:10.1176/appi.ajp.161.9.1548 Verifique data em: |data= (ajuda)
13. 1 2 3 4 5 6 7 8 9 10 11 12 13 14 15 16 17  The Boston Women's Health Book Collective: Our Bodies Ourselves, pages 489–491, New York: Touchstone Book, 2005
14. 1 2 3 4 5 6 7  WebMD: Understanding Post Partum Depression «The Basics of Postpartum Depression». Consultado em 9 de abril de 2015. Cópia arquivada em 15 de abril de 2015
15. 1 2 3 4 5 6 7 8  «Depression Among Women | Depression | Reproductive Health | CDC». www.cdc.gov. Consultado em 15 de abril de 2017. Cópia arquivada em 16 de abril de 2017
16. ↑  Wisner KL, Sit DK, McShea MC, Rizzo DM, Zoretich RA, Hughes CL, Eng HF, Luther JF, Wisniewski SR, Costantino ML, Confer AL, Moses-Kolko EL, Famy CS, Hanusa BH (May 2013). «Onset timing, thoughts of self-harm, and diagnoses in postpartum women with screen-positive depression findings». JAMA Psychiatry. 70 (5): 490–498. PMC 4440326. PMID 23487258. doi:10.1001/jamapsychiatry.2013.87 Verifique data em: |data= (ajuda)
17. ↑  Morof D, Barrett G, Peacock J, Victor CR, Manyonda I (December 2003). «Postnatal depression and sexual health after childbirth». Obstetrics and Gynecology. 102 (6): 1318–1325. PMID 14662221. doi:10.1016/j.obstetgynecol.2003.08.020 Verifique data em: |data= (ajuda)
18. 1 2  Pawluski JL, Lonstein JS, Fleming AS (February 2017). «The Neurobiology of Postpartum Anxiety and Depression» (PDF). Trends in Neurosciences. 40 (2): 106–120. PMID 28129895. doi:10.1016/j.tins.2016.11.009 Verifique data em: |data= (ajuda)
19. ↑  Workman JL, Barha CK, Galea LA (February 2012). «Endocrine substrates of cognitive and affective changes during pregnancy and postpartum». Behavioral Neuroscience. 126 (1): 54–72. PMID 21967374. doi:10.1037/a0025538. hdl:2429/66579 Verifique data em: |data= (ajuda)
20. ↑  Chen PJ. «Postpartum Depression». Pregnancy Guide. Hospital of the University of Pennsylvania. Consultado em 22 October 2008. Cópia arquivada em 25 de fevereiro de 2012 Verifique data em: |acessodata= (ajuda)
21. ↑  Yonkers KA, Ramin SM, Rush AJ, Navarrete CA, Carmody T, March D, Heartwell SF, Leveno KJ (November 2001). «Onset and persistence of postpartum depression in an inner-city maternal health clinic system». The American Journal of Psychiatry. 158 (11): 1856–1863. PMID 11691692. doi:10.1176/appi.ajp.158.11.1856 Verifique data em: |data= (ajuda)
22. 1 2  «Depressive Disorders», ISBN 978-0-89042-575-6, American Psychiatric Association Publishing, Diagnostic and Statistical Manual of Mental Disorders, DSM Library, 18 de março de 2022, doi:10.1176/appi.books.9780890425787.x04_depressive_disorders, consultado em 2 de dezembro de 2024
23. 1 2 3 4  Alshikh Ahmad H, Alkhatib A, Luo J (August 2021). «Prevalence and risk factors of postpartum depression in the Middle East: a systematic review and meta-analysis». BMC Pregnancy and Childbirth. 21 (1): 542. PMC 8343347. PMID 34362325. doi:10.1186/s12884-021-04016-9 Verifique data em: |data= (ajuda)
24. ↑  Alshikh Ahmad H, Alkhatib A, Luo J (August 2021). «Prevalence and risk factors of postpartum depression in the Middle East: a systematic review and meta-analysis». BMC Pregnancy and Childbirth. 21 (1): 542. PMC 8343347. PMID 34362325. doi:10.1186/s12884-021-04016-9 Verifique data em: |data= (ajuda)
25. 1 2 3 4 5  Scarff JR (May 2019). «Postpartum Depression in Men». Innovations in Clinical Neuroscience. 16 (5–6): 11–14. PMC 6659987. PMID 31440396 Verifique data em: |data= (ajuda)
26. ↑  Goodman JH (January 2004). «Paternal postpartum depression, its relationship to maternal postpartum depression, and implications for family health». Journal of Advanced Nursing. 45 (1): 26–35. PMID 14675298. doi:10.1046/j.1365-2648.2003.02857.x Verifique data em: |data= (ajuda)
27. ↑  Paulson JF, Bazemore SD (May 2010). «Prenatal and postpartum depression in fathers and its association with maternal depression: a meta-analysis». JAMA. 303 (19): 1961–1969. PMID 20483973. doi:10.1001/jama.2010.605 Verifique data em: |data= (ajuda)
28. ↑  Suto M, Isogai E, Mizutani F, Kakee N, Misago C, Takehara K (August 2016). «Prevalence and Factors Associated With Postpartum Depression in Fathers: A Regional, Longitudinal Study in Japan». Research in Nursing & Health. 39 (4): 253–262. PMID 27209152. doi:10.1002/nur.21728 Verifique data em: |data= (ajuda)
29. ↑  «NewsCAP: Study finds postpartum depression also affects fathers». The American Journal of Nursing. 118 (11): 12. November 2018. PMID 30358579. doi:10.1097/01.naj.0000547646.08156.11 Verifique data em: |data= (ajuda)
30. ↑  Cassella C (2 de março de 2021). «Dads Who Take a More Hands-on Role Their Kid's First Year Have Better Mental Health». ScienceAlert (em inglês). Consultado em 10 de janeiro de 2024
31. ↑  Foli KJ, South SC, Lim E, Jarnecke AM (August 2016). «Post-adoption depression: Parental classes of depressive symptoms across time». Journal of Affective Disorders. 200: 293–302. PMC 4887416. PMID 27155072. doi:10.1016/j.jad.2016.01.049 Verifique data em: |data= (ajuda)
32. 1 2  Mott SL, Schiller CE, Richards JG, O'Hara MW, Stuart S (August 2011). «Depression and anxiety among postpartum and adoptive mothers». Archives of Women's Mental Health. 14 (4): 335–343. PMC 3433270. PMID 21725836. doi:10.1007/s00737-011-0227-1 Verifique data em: |data= (ajuda)
33. 1 2  Kirubarajan A, Barker LC, Leung S, Ross LE, Zaheer J, Park B, Abramovich A, Yudin MH, Lam JS (September 2022). «LGBTQ2S+ childbearing individuals and perinatal mental health: A systematic review». BJOG. 129 (10): 1630–1643. PMID 35048502. doi:10.1111/1471-0528.17103 Verifique data em: |data= (ajuda)
34. ↑  «Postpartum Depression». medlineplus.gov. Consultado em 25 de setembro de 2020
35. ↑  «NIMH" Perinatal Depression». www.nimh.nih.gov. Consultado em 25 de setembro de 2020
36. 1 2  Schiller CE, Meltzer-Brody S, Rubinow DR (February 2015). «The role of reproductive hormones in postpartum depression». CNS Spectrums. 20 (1): 48–59. PMC 4363269. PMID 25263255. doi:10.1017/S1092852914000480 Verifique data em: |data= (ajuda)
37. 1 2  Kim S, Soeken TA, Cromer SJ, Martinez SR, Hardy LR, Strathearn L (September 2014). «Oxytocin and postpartum depression: delivering on what's known and what's not». Brain Research. Oxytocin in Human Social Behavior and Psychopathology. 1580: 219–232. PMC 4156558. PMID 24239932. doi:10.1016/j.brainres.2013.11.009 Verifique data em: |data= (ajuda)
38. ↑  «Postpartum depression». womenshealth.gov (em inglês). 9 de abril de 2018. Consultado em 20 de novembro de 2019
39. ↑  Thippeswamy H, Davies W (June 2021). «A new molecular risk pathway for postpartum mood disorders: clues from steroid sulfatase-deficient individuals». Archives of Women's Mental Health. 24 (3): 391–401. PMC 8116278. PMID 33219387. doi:10.1007/s00737-020-01093-1 Verifique data em: |data= (ajuda)
40. 1 2  Kroll-Desrosiers AR, Nephew BC, Babb JA, Guilarte-Walker Y, Moore Simas TA, Deligiannidis KM (February 2017). «Association of peripartum synthetic oxytocin administration and depressive and anxiety disorders within the first postpartum year». Depression and Anxiety. 34 (2): 137–146. PMC 5310833. PMID 28133901. doi:10.1002/da.22599 Verifique data em: |data= (ajuda)
41. ↑  Trifu S, Vladuti A, Popescu A (2019). «Neuroendocrine Aspects of Pregnancy and Postpartum Depression». Acta Endocrinologica. 15 (3): 410–415. PMC 6992410. PMID 32010366. doi:10.4183/aeb.2019.410
42. ↑  Nielsen Forman D, Videbech P, Hedegaard M, Dalby Salvig J, Secher NJ (October 2000). «Postpartum depression: identification of women at risk». BJOG. 107 (10): 1210–1217. PMID 11028570. doi:10.1111/j.1471-0528.2000.tb11609.x Verifique data em: |data= (ajuda)
43. ↑  Paschetta E, Berrisford G, Coccia F, Whitmore J, Wood AG, Pretlove S, Ismail KM (June 2014). «Perinatal psychiatric disorders: an overview». American Journal of Obstetrics and Gynecology. 210 (6): 501–509.e6. PMID 24113256. doi:10.1016/j.ajog.2013.10.009 Verifique data em: |data= (ajuda)
44. ↑  Howard LM, Molyneaux E, Dennis CL, Rochat T, Stein A, Milgrom J (November 2014). «Non-psychotic mental disorders in the perinatal period». Lancet. 384 (9956): 1775–1788. PMID 25455248. doi:10.1016/s0140-6736(14)61276-9 Verifique data em: |data= (ajuda)
45. ↑  «Postpartum Depression Facts». www.nimh.nih.gov. Consultado em 20 de novembro de 2019
46. 1 2 3 4 5 6  Ross LE, Dennis CL (April 2009). «The prevalence of postpartum depression among women with substance use, an abuse history, or chronic illness: a systematic review». Journal of Women's Health. 18 (4): 475–486. PMID 19361314. doi:10.1089/jwh.2008.0953 Verifique data em: |data= (ajuda)
47. 1 2 3 4 5  McCoy SJ, Beal JM, Shipman SB, Payton ME, Watson GH (April 2006). «Risk factors for postpartum depression: a retrospective investigation at 4-weeks postnatal and a review of the literature». The Journal of the American Osteopathic Association. 106 (4): 193–198. PMID 16627773 Verifique data em: |data= (ajuda)
48. ↑  McCurry MD, D'Agostino GD, Walsh JT, Bisanz JE, Zalosnik I, Dong X, Morris DJ, Korzenik JR, Edlow AG, Balskus EP, Turnbaugh PJ, Huh JR, Devlin AS (June 2024). «Gut bacteria convert glucocorticoids into progestins in the presence of hydrogen gas». Cell. 187 (12): 2952–2968.e13. PMC 11179439 Verifique |pmc= (ajuda). PMID 38795705 Verifique |pmid= (ajuda). doi:10.1016/j.cell.2024.05.005 Parâmetro desconhecido |pmc-embargo-date= ignorado (ajuda); Verifique data em: |data= (ajuda)
49. 1 2 3  Yim IS, Tanner Stapleton LR, Guardino CM, Hahn-Holbrook J, Dunkel Schetter C (28 de março de 2015). «Biological and psychosocial predictors of postpartum depression: systematic review and call for integration». Annual Review of Clinical Psychology. 11 (1): 99–137. PMC 5659274. PMID 25822344. doi:10.1146/annurev-clinpsy-101414-020426
50. ↑  Hibbeln JR (May 2002). «Seafood consumption, the DHA content of mothers' milk and prevalence rates of postpartum depression: a cross-national, ecological analysis». Journal of Affective Disorders. 69 (1–3): 15–29. PMID 12103448. doi:10.1016/S0165-0327(01)00374-3 Verifique data em: |data= (ajuda)
51. ↑  Horsager R, Hoffman BL, Santiago-Muñoz PC, Rogers VL, Worley KC, Roberts SW (15 de outubro de 2014). Williams Obstetrics Study Guide 24th ed. New York: McGraw-Hill Education Medical. ISBN 978-0-07-179327-8
52. 1 2 3 4 5 6 7 8 9  Beck CT (1996). «A meta-analysis of the relationship between postpartum depression and infant temperament». Nursing Research. 45 (4): 225–230. PMID 8700656. doi:10.1097/00006199-199607000-00006
53. 1 2 3  Stuart-Parrigon K, Stuart S (September 2014). «Perinatal depression: an update and overview». Current Psychiatry Reports. 16 (9): 468. PMC 4920261. PMID 25034859. doi:10.1007/s11920-014-0468-6 Verifique data em: |data= (ajuda)
54. ↑  Mukherjee S, Coxe S, Fennie K, Madhivanan P, Trepka MJ (January 2017). «Stressful Life Event Experiences of Pregnant Women in the United States: A Latent Class Analysis». Women's Health Issues. 27 (1): 83–92. PMID 27810166. doi:10.1016/j.whi.2016.09.007 Verifique data em: |data= (ajuda)
55. ↑  Mukherjee S, Coxe S, Fennie K, Madhivanan P, Trepka MJ (March 2017). «Antenatal Stressful Life Events and Postpartum Depressive Symptoms in the United States: The Role of Women's Socioeconomic Status Indices at the State Level». Journal of Women's Health. 26 (3): 276–285. PMID 27875058. doi:10.1089/jwh.2016.5872 Verifique data em: |data= (ajuda)
56. 1 2  Robertson-Blackmore E, Putnam FW, Rubinow DR, Matthieu M, Hunn JE, Putnam KT, Moynihan JA, O'Connor TG (October 2013). «Antecedent trauma exposure and risk of depression in the perinatal period». The Journal of Clinical Psychiatry. 74 (10): e942–e948. PMID 24229763. doi:10.4088/JCP.13m08364 Verifique data em: |data= (ajuda)
57. 1 2  Benedict MI, Paine LL, Paine LA, Brandt D, Stallings R (July 1999). «The association of childhood sexual abuse with depressive symptoms during pregnancy, and selected pregnancy outcomes». Child Abuse & Neglect. 23 (7): 659–670. PMID 10442831. doi:10.1016/S0145-2134(99)00040-X Verifique data em: |data= (ajuda)
58. ↑  Lev-Wiesel R, Chen R, Daphna-Tekoah S, Hod M (January 2009). «Past traumatic events: are they a risk factor for high-risk pregnancy, delivery complications, and postpartum posttraumatic symptoms?». Journal of Women's Health. 18 (1): 119–125. PMID 19132883. doi:10.1089/jwh.2008.0774 Verifique data em: |data= (ajuda)
59. ↑  Howell EA, Mora P, Leventhal H (March 2006). «Correlates of early postpartum depressive symptoms». Maternal and Child Health Journal. 10 (2): 149–157. PMC 1592250. PMID 16341910. doi:10.1007/s10995-005-0048-9 Verifique data em: |data= (ajuda)
60. ↑  «Postpartum Depression Facts». www.nimh.nih.gov. Consultado em 20 de novembro de 2019
61. ↑  Figueiredo B, Dias CC, Brandão S, Canário C, Nunes-Costa R (2013). «Breastfeeding and postpartum depression: state of the art review». Jornal de Pediatria. 89 (4): 332–338. PMID 23791236. doi:10.1016/j.jped.2012.12.002. hdl:10216/102955
62. ↑  Figueiredo B, Dias CC, Brandão S, Canário C, Nunes-Costa R (2013). «Breastfeeding and postpartum depression: state of the art review». Jornal de Pediatria. 89 (4): 332–338. PMID 23791236. doi:10.1016/j.jped.2012.12.002. hdl:10216/102955
63. ↑  Brummelte S, Galea LA (January 2016). «Postpartum depression: Etiology, treatment and consequences for maternal care». Hormones and Behavior. 77: 153–166. PMID 26319224. doi:10.1016/j.yhbeh.2015.08.008 Verifique data em: |data= (ajuda)
64. 1 2  Segre LS, O'Hara MW, Losch ME (2006). «Race/ethnicity and perinatal depressed mood». Journal of Reproductive and Infant Psychology. 24 (2): 99–106. doi:10.1080/02646830600643908
65. 1 2  Segre LS, O'Hara MW, Arndt S, Stuart S (April 2007). «The prevalence of postpartum depression: the relative significance of three social status indices». Social Psychiatry and Psychiatric Epidemiology. 42 (4): 316–321. PMID 17370048. doi:10.1007/s00127-007-0168-1 Verifique data em: |data= (ajuda)
66. ↑  Singley DB, Edwards LM (2015). «Men's Perinatal Mental Health in the Transition to Fatherhood». Professional Psychology: Research and Practice. 46 (5): 309–319. doi:10.1037/pro0000032
67. ↑  Ross LE, Steele L, Goldfinger C, Strike C (2007). «Perinatal depressive symptomatology among lesbian and bisexual women». Archives of Women's Mental Health. 10 (2): 53–59. PMID 17262172. doi:10.1007/s00737-007-0168-x
68. 1 2  Maccio EM, Pangburn JA (1 de maio de 2011). «The case for investigating postpartum depression in lesbians and bisexual women». Women's Health Issues (em inglês). 21 (3): 187–190. PMID 21521621. doi:10.1016/j.whi.2011.02.007
69. ↑  Ross LE (2005). «Perinatal mental health in lesbian mothers: a review of potential risk and protective factors». Women & Health. 41 (3): 113–128. PMID 15970579. doi:10.1300/J013v41n03_07
70. 1 2 3 4  Qandil S, Jabr S, Wagler S, Collin SM (November 2016). «Postpartum depression in the Occupied Palestinian Territory: a longitudinal study in Bethlehem». BMC Pregnancy and Childbirth. 16 (1): 375. PMC 5124263. PMID 27887649. doi:10.1186/s12884-016-1155-x Verifique data em: |data= (ajuda)
71. 1 2 3 4 5 6 7 8 9 10 11 12 13 14  Ayoub K, Shaheen A, Hajat S (30 de julho de 2020). «Postpartum Depression in The Arab Region: A Systematic Literature Review». Clinical Practice and Epidemiology in Mental Health. 16 (Suppl-1): 142–155. PMC 7536723. PMID 33029191. doi:10.2174/1745017902016010142
72. 1 2 3 4  Wu Q, Chen HL, Xu XJ (April 2012). «Violence as a risk factor for postpartum depression in mothers: a meta-analysis». Archives of Women's Mental Health. 15 (2): 107–114. PMID 22382278. doi:10.1007/s00737-011-0248-9 Verifique data em: |data= (ajuda)
73. 1 2  Western D (1 de janeiro de 2013). «A Conceptual and Contextual Background for Gender-based Violence and Depression in Women». Gender-based Violence and Depression in Women. Col: SpringerBriefs in Social Work. New York: Springer New York. pp. 13–22. ISBN 978-1-4614-7531-6. doi:10.1007/978-1-4614-7532-3_3
74. 1 2  Diagnostic and Statistical Manual of Mental Disorders, Fifth Edition (DSM-5). Arlington, VA: American Psychiatric Association. 2013
75. ↑  Diagnostic and Statistical Manual of Mental Disorders, Fifth Edition (DSM-5). Arlington, VA: American Psychiatric Association. 2013
76. ↑  Diagnostic and Statistical Manual of Mental Disorders, Fifth Edition (DSM-5). Arlington, VA: American Psychiatric Association. 2013
77. 1 2  American Psychiatric Association (2013), Diagnostic and Statistical Manual of Mental Disorders (5th ed.), ISBN 978-0-89042-555-8, Arlington: American Psychiatric Publishing, p. 186, cópia arquivada em 25 de outubro de 2017
78. 1 2 3 4  Jones I, Chandra PS, Dazzan P, Howard LM (November 2014). «Bipolar disorder, affective psychosis, and schizophrenia in pregnancy and the post-partum period». Lancet. 384 (9956): 1789–1799. PMID 25455249. doi:10.1016/s0140-6736(14)61278-2 Verifique data em: |data= (ajuda)
79. ↑  «Postpartum Psychosis». Royal College of Psychiatrists. 2014. Consultado em 27 October 2016. Cópia arquivada em 24 October 2016 Verifique data em: |acessodata=, |arquivodata= (ajuda)
80. ↑  Wesseloo R, Kamperman AM, Munk-Olsen T, Pop VJ, Kushner SA, Bergink V (February 2016). «Risk of Postpartum Relapse in Bipolar Disorder and Postpartum Psychosis: A Systematic Review and Meta-Analysis». The American Journal of Psychiatry. 173 (2): 117–127. PMID 26514657. doi:10.1176/appi.ajp.2015.15010124 Verifique data em: |data= (ajuda)
81. ↑  Orsolini L, Valchera A, Vecchiotti R, Tomasetti C, Iasevoli F, Fornaro M, De Berardis D, Perna G, Pompili M, Bellantuono C (12 August 2016). «Suicide during Perinatal Period: Epidemiology, Risk Factors, and Clinical Correlates». Frontiers in Psychiatry. 7: 138. PMC 4981602. PMID 27570512. doi:10.3389/fpsyt.2016.00138 Verifique data em: |data= (ajuda)
82. 1 2 3 4 5  Yildiz PD, Ayers S, Phillips L (January 2017). «The prevalence of posttraumatic stress disorder in pregnancy and after birth: A systematic review and meta-analysis» (PDF). Journal of Affective Disorders. 208: 634–645. PMID 27865585. doi:10.1016/j.jad.2016.10.009 Verifique data em: |data= (ajuda)
83. 1 2 3  Yildiz PD, Ayers S, Phillips L (January 2017). «The prevalence of posttraumatic stress disorder in pregnancy and after birth: A systematic review and meta-analysis» (PDF). Journal of Affective Disorders. 208: 634–645. PMID 27865585. doi:10.1016/j.jad.2016.10.009 Verifique data em: |data= (ajuda)
84. 1 2  Dekel S, Stuebe C, Dishy G (2017). «Childbirth Induced Posttraumatic Stress Syndrome: A Systematic Review of Prevalence and Risk Factors». Frontiers in Psychology. 8: 560. PMC 5387093. PMID 28443054. doi:10.3389/fpsyg.2017.00560
85. 1 2  Ayers S, Wright DB, Thornton A (18 de setembro de 2018). «Development of a Measure of Postpartum PTSD: The City Birth Trauma Scale». Frontiers in Psychiatry. 9: 409. PMC 6153962. PMID 30279664. doi:10.3389/fpsyt.2018.00409
86. ↑  Grekin R, O'Hara MW (July 2014). «Prevalence and risk factors of postpartum posttraumatic stress disorder: a meta-analysis». Clinical Psychology Review. 34 (5): 389–401. PMID 24952134. doi:10.1016/j.cpr.2014.05.003 Verifique data em: |data= (ajuda)
87. 1 2 3 4  Van Sieleghem S, Danckaerts M, Rieken R, Okkerse JM, de Jonge E, Bramer WM, Lambregtse-van den Berg MP (November 2022). «Childbirth related PTSD and its association with infant outcome: A systematic review». Early Human Development. 174: 105667. PMID 36152399. doi:10.1016/j.earlhumdev.2022.105667 Verifique data em: |data= (ajuda)
88. 1 2 3  Cook N, Ayers S, Horsch A (January 2018). «Maternal posttraumatic stress disorder during the perinatal period and child outcomes: A systematic review». Journal of Affective Disorders. 225: 18–31. PMID 28777972. doi:10.1016/j.jad.2017.07.045 Verifique data em: |data= (ajuda)
89. ↑  Lai X, Chen J, Li H, Zhou L, Huang Q, Liao Y, Krewski D, Wen SW, Zhang L, Xie RH (July 2023). «The incidence of post-traumatic stress disorder following traumatic childbirth: A systematic review and meta-analysis». International Journal of Gynaecology and Obstetrics. 162 (1): 211–221. PMID 36571476. doi:10.1002/ijgo.14643 Verifique data em: |data= (ajuda)
90. 1 2 3  Ukatu N, Clare CA, Brulja M (1 de maio de 2018). «Postpartum Depression Screening Tools: A Review». Psychosomatics. 59 (3): 211–219. PMID 29396166. doi:10.1016/j.psym.2017.11.005
91. 1 2  «Screening for Depression During and After Pregnancy». American College of Obstetricians and Gynecologists, Committee Opinion. February 2010. Cópia arquivada em 2 de novembro de 2014 Verifique data em: |data= (ajuda)
92. ↑  Earls MF (November 2010). «Incorporating recognition and management of perinatal and postpartum depression into pediatric practice». Pediatrics. 126 (5): 1032–1039. PMID 20974776. doi:10.1542/peds.2010-2348 Verifique data em: |data= (ajuda)
93. ↑  Stowe ZN, Hostetter AL, Newport DJ (February 2005). «The onset of postpartum depression: Implications for clinical screening in obstetrical and primary care». American Journal of Obstetrics and Gynecology. 192 (2): 522–526. PMID 15695997. doi:10.1016/j.ajog.2004.07.054 Verifique data em: |data= (ajuda)
94. ↑  Bränn E, Fransson E, Wikman A, Kollia N, Nguyen D, Lilliecreutz C, Skalkidou A (May 2021). «Who do we miss when screening for postpartum depression? A population-based study in a Swedish region». Journal of Affective Disorders. 287: 165–173. PMID 33799034. doi:10.1016/j.jad.2021.03.013 Verifique data em: |data= (ajuda)
95. 1 2  Cox JL, Holden JM, Sagovsky R (June 1987). «Detection of postnatal depression. Development of the 10-item Edinburgh Postnatal Depression Scale». The British Journal of Psychiatry. 150 (6): 782–786. PMID 3651732. doi:10.1192/bjp.150.6.782 Verifique data em: |data= (ajuda)
96. ↑  «Postpartum Depression Screening: MedlinePlus Lab Test Information». medlineplus.gov (em inglês). Consultado em 20 de novembro de 2019
97. 1 2  Davila RC, Segre LS (January 2018). «A Nurse-Based Model of Psychosocial Support for Emotionally Distressed Mothers of Infants in the NICU». Journal of Obstetric, Gynecologic, and Neonatal Nursing. 47 (1): 114–121. PMID 28482172. doi:10.1016/j.jogn.2016.12.007 Verifique data em: |data= (ajuda)
98. ↑  Tahirkheli NN, Cherry AS, Tackett AP, McCaffree MA, Gillaspy SR (24 de novembro de 2014). «Postpartum depression on the neonatal intensive care unit: current perspectives». International Journal of Women's Health (em inglês). 6: 975–987. PMC 4247145. PMID 25473317. doi:10.2147/IJWH.S54666
99. 1 2  Dennis CL, Dowswell T (February 2013).  Dennis CL, ed. «Psychosocial and psychological interventions for preventing postpartum depression». The Cochrane Database of Systematic Reviews. 2013 (2): CD001134. PMC 11936315 Verifique |pmc= (ajuda). PMID 23450532. doi:10.1002/14651858.CD001134.pub3 Verifique data em: |data= (ajuda)
100. ↑  Dennis CL, Dowswell T (February 2013). «Psychosocial and psychological interventions for preventing postpartum depression». The Cochrane Database of Systematic Reviews (2): CD001134. PMC 11936315 Verifique |pmc= (ajuda). PMID 23450532. doi:10.1002/14651858.CD001134.pub3 Verifique data em: |data= (ajuda)
101. ↑  Dennis CL, Hodnett E, Kenton L, Weston J, Zupancic J, Stewart DE, Kiss A (January 2009). «Effect of peer support on prevention of postnatal depression among high risk women: multisite randomised controlled trial». BMJ. 338: a3064. PMC 2628301. PMID 19147637. doi:10.1136/bmj.a3064 Verifique data em: |data= (ajuda)
102. 1 2  Grigoriadis S, Erlick Robinson G, Fung K, Ross LE, Chee CY, Dennis CL, Romans S (December 2009). «Traditional postpartum practices and rituals: clinical implications». Canadian Journal of Psychiatry. 54 (12): 834–840. PMID 20047722. doi:10.1177/070674370905401206 Verifique data em: |data= (ajuda)
103. ↑  Alasoom LI, Koura MR (April 2014). «Predictors of postpartum depression in the eastern province capital of saudi arabia». Journal of Family Medicine and Primary Care. 3 (2): 146–150. PMC 4139996. PMID 25161973. doi:10.4103/2249-4863.137654 Verifique data em: |data= (ajuda)
104. ↑  Pilkington PD, Milne LC, Cairns KE, Lewis J, Whelan TA (June 2015). «Modifiable partner factors associated with perinatal depression and anxiety: a systematic review and meta-analysis». Journal of Affective Disorders (Systematic review and meta-analysis). 178: 165–180. PMID 25837550. doi:10.1016/j.jad.2015.02.023 Verifique data em: |data= (ajuda)
105. ↑  Curry SJ, Krist AH, Owens DK, Barry MJ, Caughey AB, Davidson KW, Doubeni CA, Epling JW, Grossman DC, Kemper AR, Kubik M, Landefeld CS, Mangione CM, Silverstein M, Simon MA, Tseng CW, Wong JB (February 2019). «Interventions to Prevent Perinatal Depression: US Preventive Services Task Force Recommendation Statement». JAMA. 321 (6): 580–587. PMID 30747971. doi:10.1001/jama.2019.0007 Verifique data em: |data= (ajuda)
106. ↑  Curry SJ, Krist AH, Owens DK, Barry MJ, Caughey AB, Davidson KW, Doubeni CA, Epling JW, Grossman DC, Kemper AR, Kubik M, Landefeld CS, Mangione CM, Silverstein M, Simon MA, Tseng CW, Wong JB (February 2019). «Interventions to Prevent Perinatal Depression: US Preventive Services Task Force Recommendation Statement». JAMA. 321 (6): 580–587. PMID 30747971. doi:10.1001/jama.2019.0007 Verifique data em: |data= (ajuda)
107. ↑  Thomson M, Sharma V (May 2017). «Therapeutics of postpartum depression». Expert Review of Neurotherapeutics. 17 (5): 495–507. PMID 27892736. doi:10.1080/14737175.2017.1265888 Verifique data em: |data= (ajuda)
108. ↑  Molyneaux E, Telesia LA, Henshaw C, Boath E, Bradley E, Howard LM (April 2018). «Antidepressants for preventing postnatal depression». The Cochrane Database of Systematic Reviews. 2018 (4): CD004363. PMC 6494522. PMID 29669175. doi:10.1002/14651858.CD004363.pub3 Verifique data em: |data= (ajuda)
109. ↑  Gurol-Urganci I, Langham J, Tassie E, Heslin M, Byford S, Davey A, Sharp H, Pasupathy D, van der Meulen J, Howard LM, O'Mahen HA (March 2024). «Community perinatal mental health teams and associations with perinatal mental health and obstetric and neonatal outcomes in pregnant women with a history of secondary mental health care in England: a national population-based cohort study». The Lancet. Psychiatry (em inglês). 11 (3): 174–182. PMID 38278162 Verifique |pmid= (ajuda). doi:10.1016/S2215-0366(23)00409-1 Verifique data em: |data= (ajuda)
110. ↑  «Community perinatal mental health teams reduced women's risk of mental illness relapse». NIHR Evidence. 26 November 2024 Verifique data em: |data= (ajuda)
111. ↑  Langan R, Goodbred AJ (May 2016). «Identification and Management of Peripartum Depression». American Family Physician. 93 (10): 852–858. PMID 27175720. Cópia arquivada em 25 de outubro de 2017 Verifique data em: |data= (ajuda)
112. ↑  McCurdy AP, Boulé NG, Sivak A, Davenport MH (June 2017). «Effects of Exercise on Mild-to-Moderate Depressive Symptoms in the Postpartum Period: A Meta-analysis». Obstetrics and Gynecology. 129 (6): 1087–1097. PMID 28486363. doi:10.1097/AOG.0000000000002053 Verifique data em: |data= (ajuda)
113. ↑  McCurdy AP, Boulé NG, Sivak A, Davenport MH (June 2017). «Effects of Exercise on Mild-to-Moderate Depressive Symptoms in the Postpartum Period: A Meta-analysis». Obstetrics and Gynecology. 129 (6): 1087–1097. PMID 28486363. doi:10.1097/AOG.0000000000002053 Verifique data em: |data= (ajuda)
114. ↑  Dennis CL, Hodnett E (October 2007). «Psychosocial and psychological interventions for treating postpartum depression». The Cochrane Database of Systematic Reviews (4): CD006116. PMID 17943888. doi:10.1002/14651858.CD006116.pub2 Verifique data em: |data= (ajuda)
115. ↑  Pearlstein, T., Howard, M., Salisbury, A., & Zlotnick, C. (2009). Postpartum depression. American journal of obstetrics and gynecology, 200(4), 357-364.
116. 1 2 3 4 5  Fitelson E, Kim S, Baker AS, Leight K (December 2010). «Treatment of postpartum depression: clinical, psychological and pharmacological options». International Journal of Women's Health. 3: 1–14. PMC 3039003. PMID 21339932. doi:10.2147/IJWH.S6938 Verifique data em: |data= (ajuda)
117. ↑  Smith, E. K., Gopalan, P., Glance, J. B., & Azzam, P. N. (2016). Postpartum depression screening: a review for psychiatrists. Harvard Review of Psychiatry, 24(3), 173-187.
118. ↑  Anderson LN (2013). «Functions of Support Group Communication for Women with Postpartum Depression: How Support Groups Silence and Encourage Voices of Motherhood». Journal of Community Psychology (em inglês). 41 (6): 709–724. ISSN 1520-6629. doi:10.1002/jcop.21566
119. ↑  Beck, C. T. (2008). State of the science on postpartum depression: What nurse researchers have contributed—Part 2. MCN: The American Journal of Maternal/Child Nursing, 33(3), 151-156.
120. ↑  Singla DR, Lawson A, Kohrt BA, Jung JW, Meng Z, Ratjen C, Zahedi N, Dennis CL, Patel V (May 2021). «Implementation and Effectiveness of Nonspecialist-Delivered Interventions for Perinatal Mental Health in High-Income Countries: A Systematic Review and Meta-analysis». JAMA Psychiatry. 78 (5): 498–509. PMC 7859878. PMID 33533904. doi:10.1001/jamapsychiatry.2020.4556 Verifique data em: |data= (ajuda)
121. ↑  Singla, Daisy R.; Silver, Richard K.; Vigod, Simone N.; Schoueri-Mychasiw, Nour; Kim, J. Jo; La Porte, Laura M.; Ravitz, Paula; Schiller, Crystal E.; Lawson, Andrea S.; Kiss, Alex; Hollon, Steven D.; Dennis, Cindy-Lee; Berenbaum, Tara S.; Krohn, Holly A.; Gibori, Jamie E. (2025). «Task-sharing and telemedicine delivery of psychotherapy to treat perinatal depression: a pragmatic, noninferiority randomized trial». Nature Medicine (em inglês). 31 (4): 1214–1224. ISSN 1546-170X. PMC 12003186 Verifique |pmc= (ajuda). PMID 40033113 Verifique |pmid= (ajuda). doi:10.1038/s41591-024-03482-w
122. ↑  Stuart S (2012). «Interpersonal psychotherapy for postpartum depression». Clinical Psychology & Psychotherapy. 19 (2): 134–140. PMC 4141636. PMID 22473762. doi:10.1002/cpp.1778
123. 1 2  Brown JV, Wilson CA, Ayre K, Robertson L, South E, Molyneaux E, Trevillion K, Howard LM, Khalifeh H (February 2021). «Antidepressant treatment for postnatal depression». The Cochrane Database of Systematic Reviews. 2021 (2): CD013560. PMC 8094614. PMID 33580709. doi:10.1002/14651858.cd013560.pub2 Verifique data em: |data= (ajuda)
124. ↑  McDonagh MS, Matthews A, Phillipi C, Romm J, Peterson K, Thakurta S, Guise JM (September 2014). «Depression drug treatment outcomes in pregnancy and the postpartum period: a systematic review and meta-analysis». Obstetrics and Gynecology. 124 (3): 526–534. PMID 25004304. doi:10.1097/aog.0000000000000410 Verifique data em: |data= (ajuda)
125. ↑  MacReady N (April 7, 2014). «Postpartum VTE Risk Highest Soon After Birth». Medscape. Consultado em 31 de outubro de 2017. Cópia arquivada em 6 de fevereiro de 2017 Verifique data em: |data= (ajuda)
126. 1 2  Frieder A, Fersh M, Hainline R, Deligiannidis KM (March 2019). «Pharmacotherapy of Postpartum Depression: Current Approaches and Novel Drug Development». CNS Drugs. 33 (3): 265–282. PMC 6424603. PMID 30790145. doi:10.1007/s40263-019-00605-7 Verifique data em: |data= (ajuda)
127. ↑  «Bench-to-bedside: NIMH research leads to brexanolone, first-ever drug specifically for postpartum depression». National Institutes of Health (NIH) (em inglês). 20 de março de 2019. Consultado em 2 de agosto de 2019
128. ↑  «Press Announcements - FDA approves first treatment for post-partum depression». www.fda.gov. Consultado em 23 March 2019. Cópia arquivada em 20 March 2019 Verifique data em: |acessodata=, |arquivodata= (ajuda)
129. 1 2  Office of the Commissioner (17 de abril de 2019). «FDA approves first treatment for post-partum depression». FDA (em inglês). Consultado em 2 de agosto de 2019. Cópia arquivada em 27 April 2019 Verifique data em: |arquivodata= (ajuda)
130. ↑  Walker J (4 de agosto de 2023). «First Pill for Postpartum Depression Is Approved by FDA». Wall Street Journal (em inglês). ISSN 0099-9660. Consultado em 16 de novembro de 2023
131. 1 2  Berle JO, Spigset O (February 2011). «Antidepressant Use During Breastfeeding». Current Women's Health Reviews. 7 (1): 28–34. PMC 3267169. PMID 22299006. doi:10.2174/157340411794474784 Verifique data em: |data= (ajuda)
132. 1 2  Weisskopf E, Fischer CJ, Bickle Graz M, Morisod Harari M, Tolsa JF, Claris O, Vial Y, Eap CB, Csajka C, Panchaud A (March 2015). «Risk-benefit balance assessment of SSRI antidepressant use during pregnancy and lactation based on best available evidence». Expert Opinion on Drug Safety. 14 (3): 413–427. PMID 25554364. doi:10.1517/14740338.2015.997708 Verifique data em: |data= (ajuda)
133. ↑  Hallberg P, Sjöblom V (February 2005). «The use of selective serotonin reuptake inhibitors during pregnancy and breast-feeding: a review and clinical aspects». Journal of Clinical Psychopharmacology. 25 (1): 59–73. PMID 15643101. doi:10.1097/01.jcp.0000150228.61501.e4 Verifique data em: |data= (ajuda)
134. ↑  «FDA Prescribing Information for Brexanolone» (PDF). Consultado em 23 March 2019 Verifique data em: |acessodata= (ajuda)
135. 1 2  Langan R, Goodbred AJ (May 2016). «Identification and Management of Peripartum Depression». American Family Physician. 93 (10): 852–858. PMID 27175720. Cópia arquivada em 25 de outubro de 2017 Verifique data em: |data= (ajuda)
136. ↑  Dennis CL, Dowswell T (July 2013). «Interventions (other than pharmacological, psychosocial or psychological) for treating antenatal depression». The Cochrane Database of Systematic Reviews. 2013 (7): CD006795. PMC 11536339 Verifique |pmc= (ajuda). PMID 23904069. doi:10.1002/14651858.CD006795.pub3 Verifique data em: |data= (ajuda)
137. ↑  «Postpartum Support International - PSI». Postpartum Support International (PSI) (em inglês). Consultado em 9 de abril de 2022
138. 1 2  Honikman JI (1 de setembro de 2006). «The role of Postpartum Support International in helping perinatal families». Journal of Obstetric, Gynecologic, and Neonatal Nursing. 35 (5): 659–661. PMID 16958724. doi:10.1111/j.1552-6909.2006.00088.x
139. ↑  Davis WN, Raines C, Indman P, Meyer BG, Smith A (January 2018). «History and Purpose of Postpartum Support International». Journal of Obstetric, Gynecologic, and Neonatal Nursing. 47 (1): 75–83. PMID 29156212. doi:10.1016/j.jogn.2017.10.004 Verifique data em: |data= (ajuda)
140. ↑  Held, L., & Rutherford, A. (2012). Can't a mother sing the blues? Postpartum depression and the construction of motherhood in late 20th-century America. History of psychology, 15(2), 107.
141. 1 2  Maloni, J. A., Przeworski, A., & Damato, E. G. (2013). Web recruitment and internet use and preferences reported by women with postpartum depression after pregnancy complications. Archives of psychiatric nursing, 27(2), 90-95.
142. ↑  Baker, C. D., Kamke, H., O'Hara, M. W., & Stuart, S. (2009). Web-based training for implementing evidence-based management of postpartum depression. The Journal of the American Board of Family Medicine, 22(5), 588-589.
143. ↑  World Health Organization. (1985). WHO/NICHD Planning Meeting on the Use of Longitudinal Data Banks for Research on Child Growth and Psychosocial Development, AMRO, Washington, DC, 1–2 October 1984: report of the meeting (No. MNH/MCH/85.1. Unpublished). World Health Organization.
144. ↑  «Friends of National Institute of Child Health and Human Development». www.apa.org. Consultado em 16 de abril de 2022. Cópia arquivada em 15 Mar 2022
145. 1 2  McCance-Katz, E. F. (2018). The substance abuse and mental health services administration (SAMHSA): new directions. Psychiatric services, 69(10), 1046-1048.
146. ↑  National Center for Children in Poverty. Infant and Early Childhood Mental Health in Home Visiting. NCCP; Bank Street Graduate School of Education. https://www.nccp.org/mental-health-in-home-visiting/
147. ↑  Miller, L. J. (2002). Postpartum depression. Jama, 287(6), 762-765.
148. 1 2  Thomas LJ, Scharp KM, Paxman CG (19 de maio de 2014). «Stories of postpartum depression: exploring health constructs and help-seeking in mothers' talk». Women & Health. 54 (4): 373–387. PMID 24617862. doi:10.1080/03630242.2014.896442
149. 1 2 3  Thomas LJ, Scharp KM, Paxman CG (19 de maio de 2014). «Stories of postpartum depression: exploring health constructs and help-seeking in mothers' talk». Women & Health. 54 (4): 373–387. PMID 24617862. doi:10.1080/03630242.2014.896442
150. ↑  «Postpartum Depression Support Groups in the U.S. & Canada». POSTPARTUM PROGRESS (em inglês). Consultado em 9 de abril de 2022
151. ↑  «HOME». Shades of Blue (em inglês). Consultado em 9 de abril de 2022
152. 1 2  «HOME». Shades of Blue (em inglês). Consultado em 9 de abril de 2022
153. ↑  «POSTPARTUM PROGRESS | postpartum depression and postpartum anxiety help for moms». POSTPARTUM PROGRESS (em inglês). Consultado em 9 de abril de 2022
154. 1 2  Khúc, Mimi. The Asian American Literary Review. Volume 10, Issue 2, Fall/winter 2019, "Open in Emergency : a Special Issue on Asian American Mental Health." Edited by Mimi Khúc, 2nd edition., The Asian American Literary Review, Inc., 2019.
155. 1 2  Dennis CL, Chung-Lee L (December 2006). «Postpartum depression help-seeking barriers and maternal treatment preferences: a qualitative systematic review». Birth. 33 (4): 323–331. PMID 17150072. doi:10.1111/j.1523-536X.2006.00130.x Verifique data em: |data= (ajuda)
156. ↑  «NAMI HelpLine | NAMI: National Alliance on Mental Illness». www.nami.org. Consultado em 28 de abril de 2022
157. ↑  «NAMI HelpLine | NAMI: National Alliance on Mental Illness». www.nami.org. Consultado em 28 de abril de 2022
158. ↑  «PSI HelpLine (English & Spanish)». Postpartum Support International (PSI) (em inglês). Consultado em 28 de abril de 2022
159. ↑  «PSI HelpLine (English & Spanish)». Postpartum Support International (PSI) (em inglês). Consultado em 28 de abril de 2022
160. ↑  «Postpartum Health Alliance | You are not alone». postpartumhealthalliance.org. Consultado em 28 de abril de 2022
161. 1 2 3  Ramphos ES, Kelman AR, Stanley ML, Barrera AZ (December 2019). «Responding to women's needs and preferences in an online program to prevent postpartum depression». Internet Interventions. 18: 100275. PMC 6926164. PMID 31890624. doi:10.1016/j.invent.2019.100275 Verifique data em: |data= (ajuda)
162. 1 2  Abrams LS, Dornig K, Curran L (April 2009). «Barriers to service use for postpartum depression symptoms among low-income ethnic minority mothers in the United States». Qualitative Health Research. 19 (4): 535–551. PMID 19299758. doi:10.1177/1049732309332794 Verifique data em: |data= (ajuda)
163. ↑  «Addressing the Increased Risk of Postpartum Depression for Black Women | NAMI: National Alliance on Mental Illness». www.nami.org. 26 July 2021. Consultado em 1 de maio de 2022 Verifique data em: |data= (ajuda)
164. 1 2 3 4  Ko JY, Rockhill KM, Tong VT, Morrow B, Farr SL (February 2017). «Trends in Postpartum Depressive Symptoms - 27 States, 2004, 2008, and 2012». MMWR. Morbidity and Mortality Weekly Report (em inglês). 66 (6): 153–158. PMC 5657855. PMID 28207685. doi:10.15585/mmwr.mm6606a1 Verifique data em: |data= (ajuda)
165. ↑  Schumacher M, Zubaran C, White G (June 2008). «Bringing birth-related paternal depression to the fore». Women and Birth. 21 (2): 65–70. PMID 18479990. doi:10.1016/j.wombi.2008.03.008 Verifique data em: |data= (ajuda)
166. ↑  Brown-Bowers A, McShane K, Wilson-Mitchell K, Gurevich M (May 2015). «Postpartum depression in refugee and asylum-seeking women in Canada: A critical health psychology perspective». Health. 19 (3): 318–335. PMID 25389234. doi:10.1177/1363459314554315 Verifique data em: |data= (ajuda)
167. ↑  Bowen A, Muhajarine N (2006). «Prevalence of antenatal depression in women enrolled in an outreach program in Canada». Journal of Obstetric, Gynecologic, and Neonatal Nursing. 35 (4): 491–498. PMID 16881993. doi:10.1111/j.1552-6909.2006.00064.x
168. 1 2 3  Lanes A, Kuk JL, Tamim H (May 2011). «Prevalence and characteristics of postpartum depression symptomatology among Canadian women: a cross-sectional study». BMC Public Health. 11 (1): 302. PMC 3118237. PMID 21569372. doi:10.1186/1471-2458-11-302 Verifique data em: |data= (ajuda)
169. ↑  Daoud N, O'Brien K, O'Campo P, Harney S, Harney E, Bebee K, Bourgeois C, Smylie J (August 2019). «Postpartum depression prevalence and risk factors among Indigenous, non-Indigenous and immigrant women in Canada». Canadian Journal of Public Health. 110 (4): 440–452. PMC 6964473. PMID 30767191. doi:10.17269/s41997-019-00182-8 Verifique data em: |data= (ajuda)
170. 1 2 3 4 5  Halbreich U, Karkun S (April 2006). «Cross-cultural and social diversity of prevalence of postpartum depression and depressive symptoms». Journal of Affective Disorders. 91 (2–3): 97–111. PMID 16466664. doi:10.1016/j.jad.2005.12.051 Verifique data em: |data= (ajuda)
171. 1 2 3 4  Evagorou O, Arvaniti A, Samakouri M (March 2016). «Cross-Cultural Approach of Postpartum Depression: Manifestation, Practices Applied, Risk Factors and Therapeutic Interventions». The Psychiatric Quarterly. 87 (1): 129–154. PMID 25986531. doi:10.1007/s11126-015-9367-1 Verifique data em: |data= (ajuda)
172. 1 2 3 4 5 6 7 8  Mehta S, Mehta N (March 2014). «An Overview of Risk Factors Associated to Post-partum Depression in Asia». Mental Illness. 6 (1): 14–17. PMC 4253395. PMID 25478140. doi:10.1108/mi.2014.5370 Verifique data em: |data= (ajuda)
173. ↑  Ahmed SR, Watt F, Mahfoud ZR, Korayem M, Buhmaid S, Alberry M, Ibrahim IM, Tandon SD (August 2023). «Examining Feasibility, Acceptability, and Preliminary Outcomes of a Culturally Adapted Evidence-Based Postpartum Depression Preventive Intervention for Women in Doha, Qatar: Protocol for a Randomized Controlled Trial». JMIR Research Protocols (em inglês). 12 (1): e11623. PMC 10457694 Verifique |pmc= (ajuda). PMID 37566449 Verifique |pmid= (ajuda). doi:10.2196/11623 Verifique data em: |data= (ajuda)
174. 1 2 3 4  Haque A, Namavar A, Breene KA (2015). «Prevalence and Risk Factors of Postpartum Depression in Middle Eastern/Arab Women». Journal of Muslim Mental Health. 9 (1). ISSN 1556-5009. doi:10.3998/jmmh.10381607.0009.104. hdl:2027/spo.10381607.0009.104
175. 1 2 3 4  Di Florio A, Putnam K, Altemus M, Apter G, Bergink V, Bilszta J, Brock R, Buist A, Deligiannidis KM, Devouche E, Epperson CN, Guille C, Kim D, Lichtenstein P, Magnusson PK, Martinez P, Munk-Olsen T, Newport J, Payne J, Penninx BW, O'Hara M, Robertson-Blackmore E, Roza SJ, Sharkey KM, Stuart S, Tiemeier H, Viktorin A, Schmidt PJ, Sullivan PF, Stowe ZN, Wisner KL, Jones I, Rubinow DR, Meltzer-Brody S (April 2017). «The impact of education, country, race and ethnicity on the self-report of postpartum depression using the Edinburgh Postnatal Depression Scale». Psychological Medicine. 47 (5): 787–799. PMC 5369767. PMID 27866476. doi:10.1017/S0033291716002087 Verifique data em: |data= (ajuda)
176. ↑  Bashiri N, Spielvogel AM (1 de maio de 1999). «Postpartum depression: a cross-cultural perspective». Primary Care Update for OB/GYNS (em inglês). 6 (3): 82–87. doi:10.1016/S1068-607X(99)00003-7
177. 1 2 3  Atuhaire C, Brennaman L, Cumber SN, Rukundo GZ, Nambozi G (2020). «The magnitude of postpartum depression among mothers in Africa: a literature review». The Pan African Medical Journal. 37: 89. PMC 7680231. PMID 33244352. doi:10.11604/pamj.2020.37.89.23572
178. ↑  Atuhaire C, Brennaman L, Cumber SN, Rukundo GZ, Nambozi G (2020). «The magnitude of postpartum depression among mothers in Africa: a literature review». The Pan African Medical Journal. 37: 89. PMC 7680231. PMID 33244352. doi:10.11604/pamj.2020.37.89.23572
179. 1 2  «Women and hysteria in the history of mental health». Clinical Practice and Epidemiology in Mental Health. 19 de outubro de 2012
180. ↑  «Shedding More Light on Postpartum Depression – PR News». www.pennmedicine.org (em inglês). Consultado em 25 de março de 2020
181. 1 2 3  Brockington I (2005). «A Historical Perspective on the Psychiatry of Motherhood». Perinatal Stress, Mood and Anxiety Disorders. Col: Bibliotheca Psychiatrica. [S.l.]: KARGER. pp. 1–5. ISBN 3-8055-7865-2. doi:10.1159/000087441
182. 1 2 3  Kempe M (2015). The Book of Margery Kempe. [S.l.]: Oxford University Press. ISBN 978-0-19-968664-3. OCLC 931662216
183. ↑  Jefferies D, Horsfall D (2014). «Forged by fire: Margery Kempe's account of postnatal psychosis». Literature and Medicine. 32 (2): 348–364. PMID 25693316. doi:10.1353/lm.2014.0017
184. ↑  Jefferies D, Horsfall D, Schmied V (February 2017). «Blurring reality with fiction: Exploring the stories of women, madness, and infanticide». Women and Birth. 30 (1): e24–e31. PMID 27444643. doi:10.1016/j.wombi.2016.07.001 Verifique data em: |data= (ajuda)
185. ↑  Carlson ET (1967). «Franz G. Alexander and Sheldon T. Selesnick. The History of Psychiatry: An Evaluation of Psychiatric Thought and Practice from Prehistoric Times to the Present, New York: Harper & Row, 1966, p. xvi + 471. $11.95». Journal of the History of the Behavioral Sciences (em inglês). 3 (1): 99–100. ISSN 1520-6696. doi:10.1002/1520-6696(196701)3:1<99::AID-JHBS2300030129>3.0.CO;2-2
186. ↑  «The Project Gutenberg eBook of The Yellow Wallpaper, by Charlotte Perkins Gilman». www.gutenberg.org. Consultado em 27 de abril de 2020
187. ↑  Quawas R (May 2006). «A New Woman's Journey into Insanity: Descent and Return in The Yellow Wallpaper». Journal of the Australasian Universities Language and Literature Association. 2006 (105): 35–53. ISSN 0001-2793. doi:10.1179/000127906805260310 Verifique data em: |data= (ajuda)
188. 1 2  Taylor V (1996). Rock-a-by baby: Feminism, Self-help, and Postpartum Depression. New York, NY: Routledge. pp. 2–6. ISBN 978-0-415-91292-1
189. ↑  Rehman AU, St Clair D, Platz C (June 1990). «Puerperal insanity in the 19th and 20th centuries». The British Journal of Psychiatry. 156 (6): 861–865. PMID 2207517. doi:10.1192/bjp.156.6.861 Verifique data em: |data= (ajuda)
190. ↑  Moran R (2024). Blue: A History of Postpartum Depression in America. Chicago, IL: The University of Chicago Press. pp. 3–14. ISBN 978-0-226-83579-2
191. ↑  Moran RL (2024). Blue: A History of Postpartum Depression in America. Chicago, IL: The University of Chicago Press. pp. 3–14. ISBN 978-0-226-83579-2
192. ↑  Hoffman BL, Schorge JO, Halvorsin LM, Hamid CA, Corton MM, Schaffer JI (2020). «Psychosexual Issues and Female Sexuality». William's Gynecology 4th ed. San Francisco: McGraw-Hill Education. pp. 302–473. ISBN 978-1-260-45686-8
193. ↑  Ladewig PA, London ML, Davidson MR (2017). Contemporary Maternal-Newborn Nursing Care, 9th Edition. Hoboken, NJ: Pearson Education. pp. 166–174. ISBN 978-0-134-25702-0
194. ↑  Hatfield, T, Butler JR, Amin AN, Fitzmaurice LE, Kim CM (2019). Chapter 36Intrauterine Growth Restriction, In OB/GYN Hospital Medicine: Principles and Practice. San Francisco: McGraw-Hill Education. pp. 46–529. ISBN 978-1-259-86170-3
195. ↑  Ladewig PA, London ML, Davidson MR (2017). Contemporary Maternal-Newborn Nursing Care, 9th Edition. Hoboken, NJ: Pearson Education. pp. 143–144. ISBN 978-0-134-25702-0
196. ↑  Carlson BM (2019). Human Embryology & Developmental Biology, 6th Edition. Canada: Elsevier. pp. 435–453. ISBN 978-0-323-52375-2
197. ↑  Woodward PJ, Kennedy A, Sohaey R (2021). Diagnostic Imaging: Obstetrics 4th Edition. Manitoba, Canada: Elsevier. pp. 4–794. ISBN 978-0-323-79396-4
198. ↑  Cohen IJ, Pierce-Williams RM, Ehsanipoor RM, Butler JR, Amin AN, Fitzmaurice LE, Kim CM (2019). Chapter 46 Preterm Premature Rupture of Membranes, In OB/GYN Hospital Medicine: Principles and Practice. San Francisco: McGraw-Hill Education. pp. 46–529. ISBN 978-1-259-86170-3
199. ↑  Woodward PJ, Kennedy A, Sohaey R (2021). Diagnostic Imaging: Obstetrics 4th Edition. Manitoba, Canada: Elsevier. pp. 798–834. ISBN 978-0-323-79396-4
200. ↑  Hoffman, Charity M (2018). «21st Century Motherhood: Navigating Work, Family, and the Struggle to Have it All» (PDF). University of Michigan Library. Ann Arbor, Michigan: Department of Social Work and Sociology, University of Michigan. Consultado em April 8, 2025 Verifique data em: |acessodata= (ajuda)
201. ↑  Sholar, Megan A. (2016). «The Politics of Motherhood: The History of Family Leave Policies in the United States». OAH.org. Bloomington, Indiana: Organization of American Historians. Consultado em April 8, 2025. Cópia arquivada em May 13, 2025 Verifique data em: |acessodata=, |arquivodata= (ajuda)
202. ↑  Coombs, Sarah (2021). «Paid Leave is Essential for Healthy Moms and Babies». NationalPartnership.org. Washington, DC: National Partnership for Women and Families. Consultado em April 8, 2025 Verifique data em: |acessodata= (ajuda)
203. ↑  Lojek, Christina (July 31, 2024). «Majorities of U.S. women agree - there isn't enough focus on postpartum healthcare for mothers, they are often forgotten once baby arrives». PRNewswire. Washington, DC: The Harris Poll. Consultado em April 8, 2025 Verifique data em: |acessodata=, |data= (ajuda)
204. ↑  Matthews, Matthias (2010). «WHO Technical Consultation on Postpartum and Postnatal Care based on the Conference held in October 2008» (PDF). NIH. Geneva, Switzerland: World Health Organization Department of Making Pregnancy Safer. Consultado em April 8, 2025 Verifique data em: |acessodata= (ajuda)
205. ↑  «2024 Maternal Mental Health State Report Cards». Maio de 2024. Consultado em 26 de julho de 2025
206. ↑  «Congress Shouldn't Pass The 21st Century Cures Act In A Summer Rush». Forefront Group. 11 de julho de 2016. Consultado em 26 de julho de 2025
207. ↑  Foley, Susanne (2016). «Reaching postpartum women in the U.S.: Demographics and generational characteristics» (PDF). npwomenshealthcare.com. Philadelphia, PA: Women’s Healthcare: A Clinical Resource for NPs. Consultado em April 8, 2025 Verifique data em: |acessodata= (ajuda)
208. ↑  Foley, Susanne (2016). «Reaching postpartum women in the U.S.: Demographics and generational characteristics» (PDF). npwomenshealthcare.com. Philadelphia, PA: Women’s Healthcare: A Clinical Resource for NPs. Consultado em April 8, 2025 Verifique data em: |acessodata= (ajuda)
209. ↑  Applewhaite, Helen M (August 21, 2024). «Yes, you can use FMLA for PPD and other postpartum mental health conditions». Motherly. Washington, D.C. Consultado em April 8, 2025 Verifique data em: |acessodata=, |data= (ajuda)
210. ↑  Livingston, Gretchen (December 16, 2019). «Among 41 countries, only U.S. lacks paid parental leave». Pew Research. Washington, D.C.: Pew Research Center. Consultado em April 8, 2025 Verifique data em: |acessodata=, |data= (ajuda)
211. ↑  Nonacs, Ruta (March 14, 2023). «Among 41 countries, only U.S. lacks paid parental leave». MCH Center for Women's Mental Health. Cambridge, Mass: Massachusetts General Hospital and Harvard Medical School. Consultado em April 8, 2025 Verifique data em: |acessodata=, |data= (ajuda)
212. ↑  Williamson, Molly W (January 17, 2024). «The State of Paid Family and Medical Leave in the U.S. in 2024». The Center for American Progress. Washington, D.C. Consultado em April 8, 2025 Verifique data em: |acessodata=, |data= (ajuda)
213. ↑  Williamson, Molly W (January 15, 2025). «The State of Paid Family and Medical Leave in the U.S. in 2025». The Center for American Progress. Washington, D.C. Consultado em April 8, 2025 Verifique data em: |acessodata=, |data= (ajuda)
214. ↑  «When Paid Family Leave Fails to Pass in the States:». Temple University Press. 28 de setembro de 2016: 135–157. Consultado em 26 de julho de 2025
215. ↑  Franzoi, Isabella Giulia; Sauta, Maria Domenica; De Luca, Alessandra; Granieri, Antonella (outubro de 2024). «Returning to work after maternity leave: a systematic literature review». Archives of Women's Mental Health (em inglês) (5): 737–749. ISSN 1434-1816. doi:10.1007/s00737-024-01464-y. Consultado em 26 de julho de 2025
216. ↑  Rhodes AM, Segre LS (August 2013). «Perinatal depression: a review of US legislation and law». Archives of Women's Mental Health. 16 (4): 259–270. PMC 3725295. PMID 23740222. doi:10.1007/s00737-013-0359-6 Verifique data em: |data= (ajuda)
217. ↑  Cheng CY, Fowles ER, Walker LO (2006). «Continuing education module: postpartum maternal health care in the United States: a critical review». The Journal of Perinatal Education. 15 (3): 34–42. PMC 1595301. PMID 17541458. doi:10.1624/105812406X119002
218. 1 2 3 4 5 6  Thorsteinsson EB, Loi NM, Farr K (8 de novembro de 2018). «Changes in stigma and help-seeking in relation to postpartum depression: non-clinical parenting intervention sample». PeerJ. 6: e5893. PMC 6230434. PMID 30425892. doi:10.7717/peerj.5893
219. ↑  Laderman C (1987). Wives and midwives: childbirth and nutrition in rural Malaysia 1st pbk. ed. Berkeley: University of California Press. p. 202. ISBN 978-0-520-06036-4
220. ↑  McElroy A, Townsend PK, eds. (2009). «Culture, Ecology, and Reproduction». Medical Anthropology in Ecological Perspective. [S.l.: s.n.] pp. 217–66. ISBN 978-0-7867-2740-7
221. ↑  Klainin P, Arthur DG (October 2009). «Postpartum depression in Asian cultures: a literature review». International Journal of Nursing Studies. 46 (10): 1355–1373. PMID 19327773. doi:10.1016/j.ijnurstu.2009.02.012 Verifique data em: |data= (ajuda)
222. 1 2 3  Coodley L (2002). «Postpartum depression: voice from a historian». Pediatric Nursing. 28 (3): 300. PMID 12087655
223. ↑  Fisher K (2003). «To Save Her Children's Souls: Theoretical Perspectives on Andrea Yates and Postpartum-Related Infanticide.». Thomas Jefferson Law Review. 25: 599
224. ↑  West SG (February 2007). «An overview of filicide». Psychiatry. 4 (2): 48–57. PMC 2922347. PMID 20805899 Verifique data em: |data= (ajuda)

- «Depression during and after pregnancy fact sheet». Womenshealth.gov. 6 March 2009. Cópia arquivada em 1 March 2012 Verifique data em: |arquivodata=, |data= (ajuda)
- Postnatal Depression, information from the mental health charity The Royal College of Psychiatrists
- NHS Choices Health A-Z: Postnatal depression
- Postpartum Depression and the Baby Blues - HelpGuide.org